# Jindřich Štreit

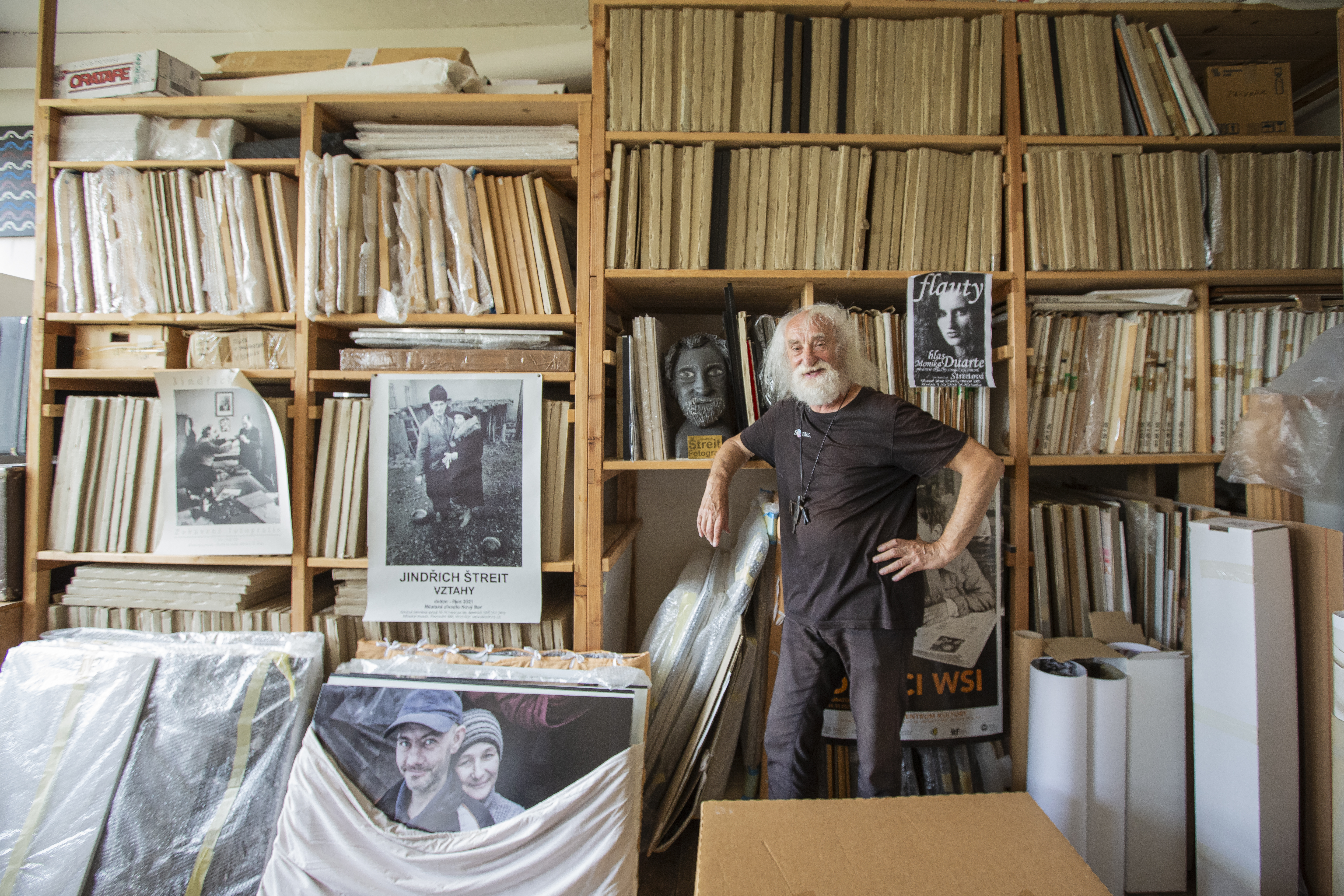
Jindřich Štreit v archivu výstavních fotografií ve svém domě, Sovinec, 2023

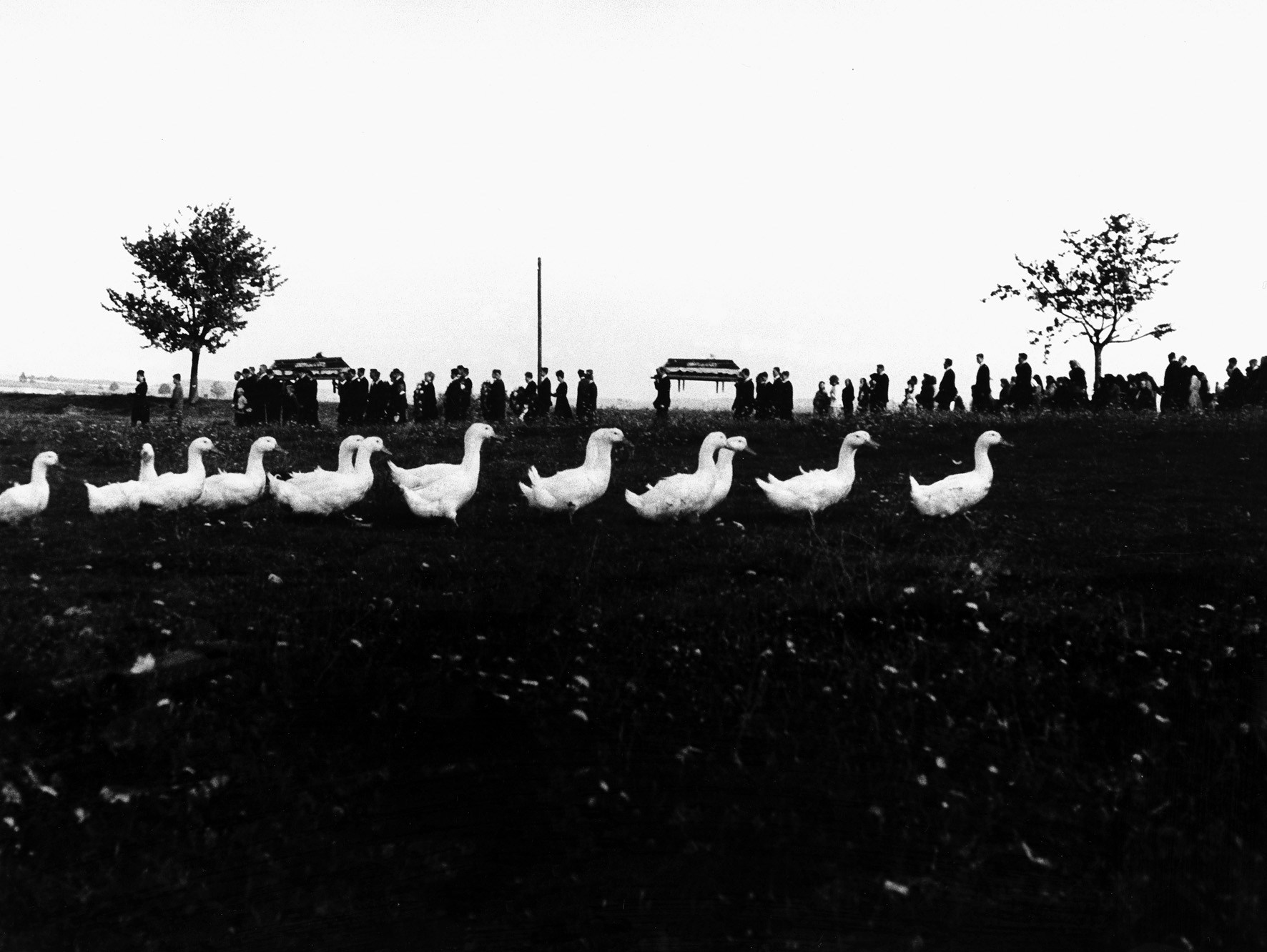
Jindřich Štreit: Těchanov, 1965

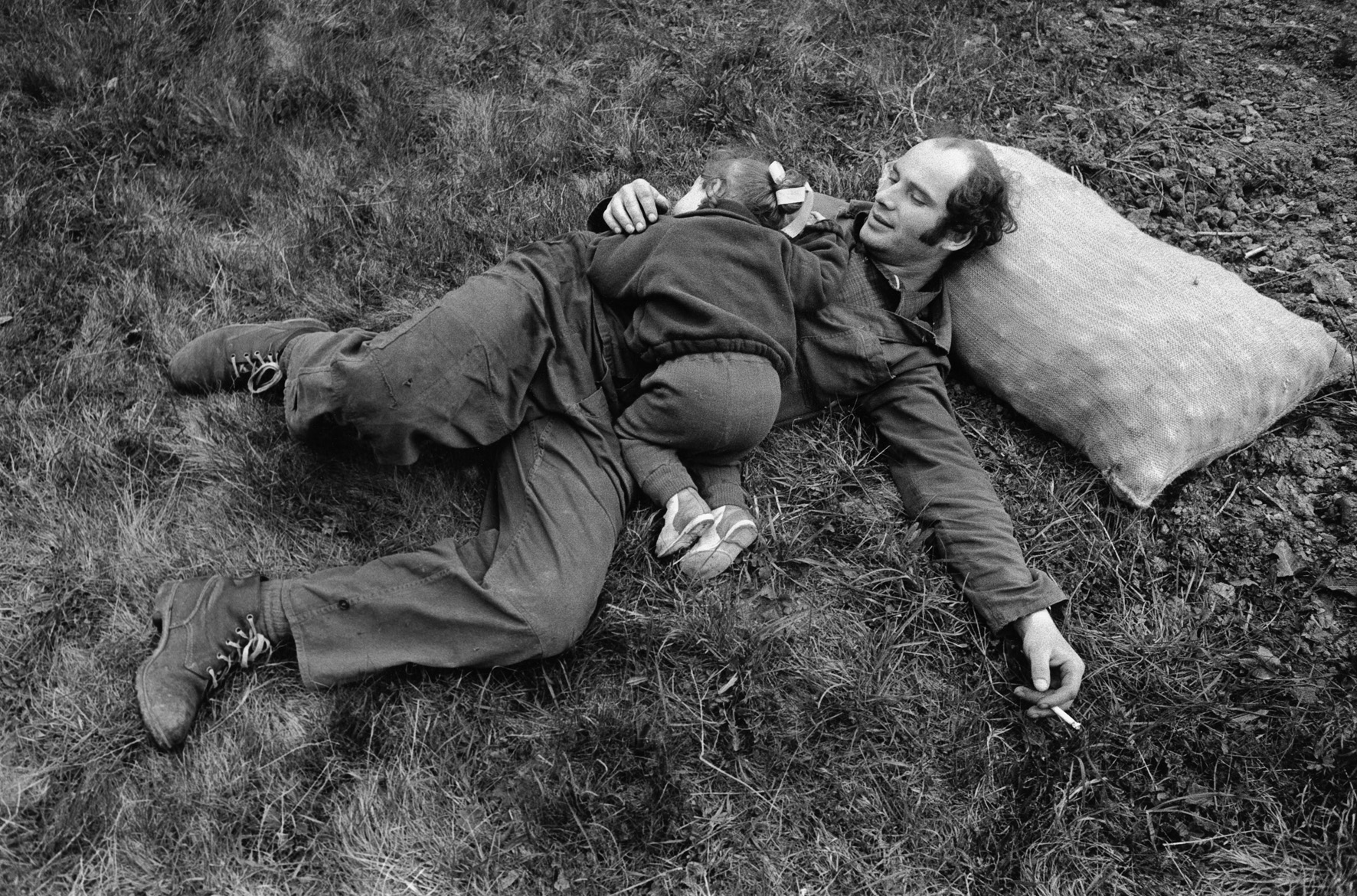
Jindřich Štreit: Těchanov, 1981

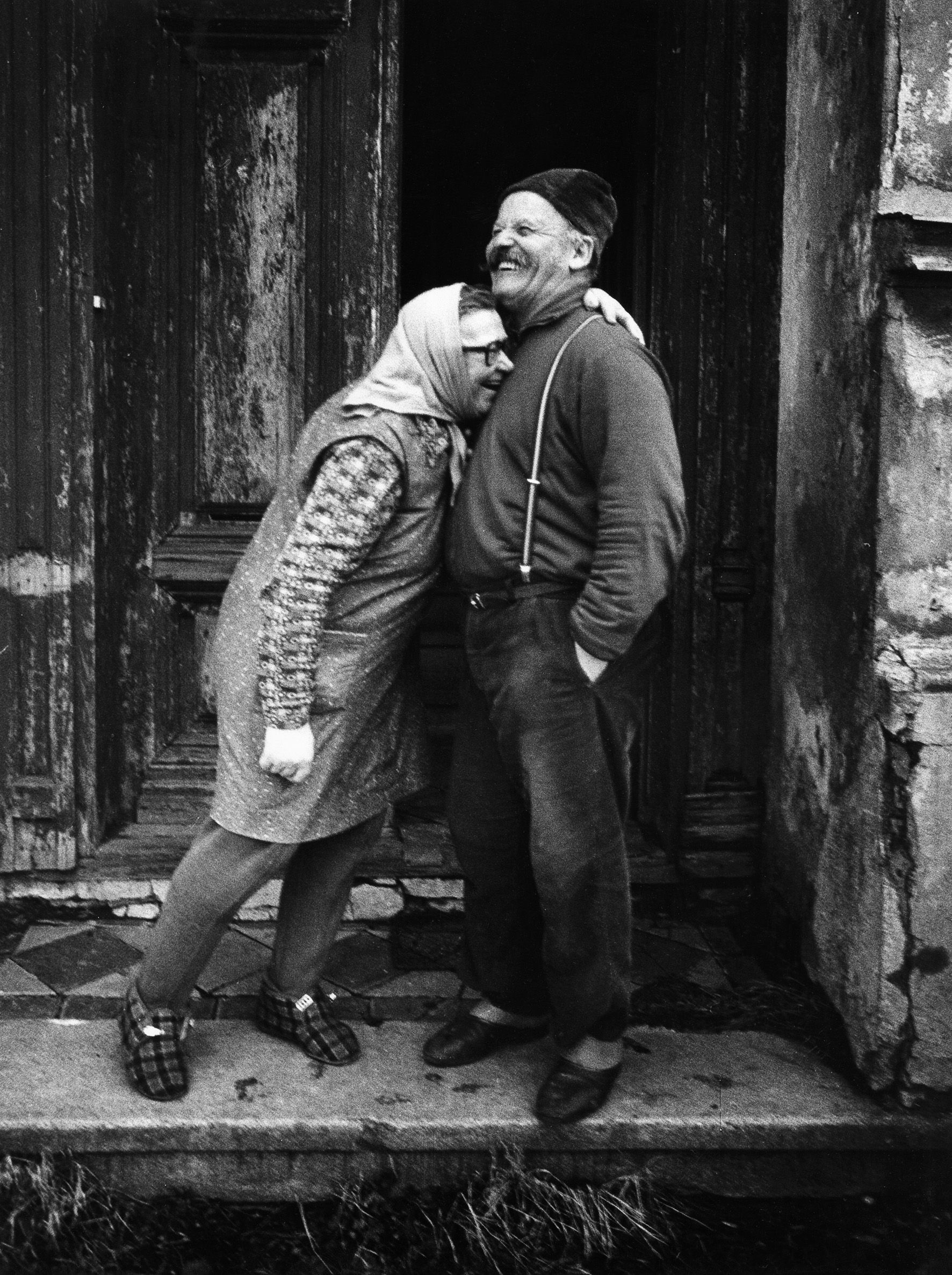
Jindřich Štreit: Albrechtice, 1983

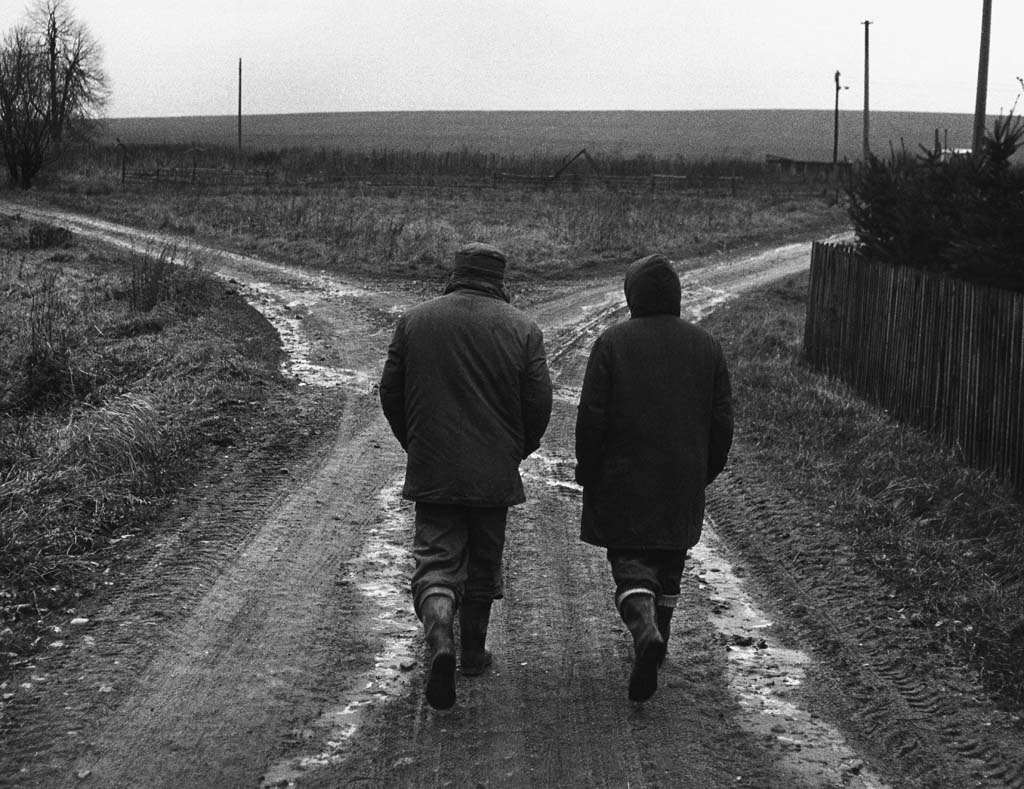
Jindřich Štreit: Arnoltice, 1987

Jindřich Štreit (* 5. září 1946 Vsetín) je český dokumentární fotograf, vysokoškolský pedagog, kurátor a organizátor kulturního života. Zaměřuje se na dokumentování života na venkově a obyvatele českých vesnic, věnoval se tématu zemědělství, potom také těžké práci v továrnách (knihy Lidé třineckých železáren, Vítkovice, Ocelový svět). V poslední době se věnuje mnoha sociálním tématům o drogově závislých, handicapovaných, nevidomých, vězních, starých lidech, pracovnících ve zdravotnictví, cizincích, kuřácích nebo lidech bez domova. Hodně se také věnuje sakrálním tématům (cykly Brána naděje nebo Prozřetelnost boží). Ženatý je od roku 1971, se svojí manželkou Miladou (přezdívanou Agnes) mají dceru Moniku, která je úspěšnou flétnistkou.
Jindřich Štreit k roku 2023 vydal 98 knih, 103 katalogů a mnoho ilustrací knih. Jeho kniha Kde domov můj získala 1. cenu v evropské soutěži a 1. cenu v soutěži Nejkrásnější kniha v roce 2017. Měl více než 1568 samostatných výstav v České republice i v zahraničí. Je zastoupen v nejvýznamnější sbírkách v České republice i ve světě. Bylo o něm natočeno několik filmů, Jan Špáta: Mezi světlem a tmou 2000, Aleš Koudela: Jindra ze Sovince, 2006, Libuše Rudinská: Na tělo, 2018. V roce 2019 Kamil Zajíček se Štěpánkou Bieleszovou natočili film o Štreitových aktivitách v Sovinci, který získal 1. cenu v ČR a 3. cenu na světovém festivalu v Šanghaji. Za své poslání považuje Štreit svými projekty poukazovat na problémy ve společnosti, které se neřeší nebo jen velmi pomalu.

## Životopis

### Střítež nad Bečvou
Narodil se 5. září 1946 ve Vsetíně na Valašsku jako nejstarší z pěti dětí. Jeho otec Jindřich Štreit (1921, Krhová u Valašského Meziříčí - 1986, Praha) byl vesnický učitel a v roce 1945 se oženil s Antonií Steinhilberovou (* 1922 Praha), která pocházela z podnikatelské rodiny. Jindřichova sestra Jaroslava (* 1947) učila na stejné škole. Bratr Jiří (* 1950), lesní inženýr, je autorem mnoha patentů v oblasti lesnictví a podniká stejně jako i další bratr Miroslav v oblasti dřevařství. Nejmladší bratr Antonín (* 1957–?) se věnoval ateliérové fotografii. 
První roky života prožil Jindřich s rodinou ve Stříteži nad Bečvou na Valašsku. Jeho otec byl velmi aktivní člověk, stal se kulturním pracovníkem a v hostinci se mu podařilo založit kino, ve kterém se několikrát týdně promítaly filmy. Matka tam prodávala vstupenky, cukroví a knížky. K Jindrovým dětským povinnostem patřily pravidelné denní cesty pro mléko k soukromníkům. Často musel chodit kolem osamělých dřevěnic v kopcích, kde bydleli staří lidé. Obrazy krajiny a života tamních lidí v ní se zapsaly hluboko do jeho podvědomí a ovlivnily jeho vnímání vztahu člověka k přírodě v budoucnu. 
Jednoho dne dostal otec od matky k Vánocům fotoaparát značky Etareta a zanedlouho také výbavu pro vyvolávání snímků. Malý Jindra se poprvé setkal s fotografií. Jeho otec portrétoval vesničany, ale také krajiny. Snímky pak pod červeným světlem zvětšoval dlouho do noci v ložnici. Ráno je potom pral venku u pumpy a sušil na malé leštičce. Své matce Štreit vděčí za to, že v něm probudila lásku k umění. Navštěvovali spolu divadla, koncerty i výstavy. Malířství objevoval díky malíři Josefu Hapkovi, který jezdil do sousedství a Jindra s ním chodil tvořit do plenéru. Vnímal i politické události své doby spojené s náboženským vyznáním jejich přátel, procesu s Rudolfem Slánským nebo zrušení lístkového systému a následně měnovou reformu. Dne 7. března 1956 jeho otec ve škole během vyučování připomněl narozeniny Tomáše G. Masaryka a s dětmi zazpíval písničku Ach synku, synku. Některé z dětí se zmínilo doma a začaly potíže. Vyšly články v novinách a otec dostal na vybranou buď jít pracovat do továrny nebo jít učit do pohraničí. Zvolil druhou možnost a na konci srpna téhož roku se odstěhovala celá rodina do Těchanova v podhůří Jeseníků, kde se otec stal ředitelem jednotřídky.

### Těchanov 1956–1967
V Těchanově se Jindra stal žákem páté třídy u svého otce, který kromě výuky vedl knihovnu, kroniku a obnovil promítání filmů. Ve své knize Jindra vzpomíná také na první televizor ve vesnici, který byl umístěn v Kulturním domě, ale časem se přístroj rozšířil téměř do všech domácností. Jeho otec měl kvůli jiným povinnostem na fotografování stále méně a méně času, a když fotografoval, bylo to hlavně dění ve vesnici. Také matka se velmi aktivně zapojila do veřejného dění ve vesnici, pracovala v kulturním středisku, pořádala zájezdy do divadel a sháněla práci pro ženy, starší lidi a tělesně postižené.
Jindřich vystudoval gymnázium v Rýmařově, kde v roce 1963 maturoval a jako další studium si zvolil na pedagogické fakultě Univerzity Palackého v Olomouci učitelský směr pro I. stupeň a výtvarnou výchovu. Hudební výchovu jej učil profesor Jan Bukovjan, od kterého za 400 korun získal německý fotoaparát Welta se záklopným objektivem. Přispěl mu na něj jeho otec, kterému za to Jindřich musel slíbit, že deset let nebude kouřit. K tomuto historickému okamžiku došlo na jaře 1964.
Fotografování mne od prvního stisknutí spouště silně zaujalo. S nadšením jsem dělal záběry krajiny, západů slunce, mraků, zbytků rozbitých domů, kde jsem hledal stopu po lidech.

Na fakultě se přihlásil na fotokroužek a objevoval fotografie jiných autorů. Obzvláště se mu líbily fotografie Viléma Reichmana a Emily Medkové. Časem začal fotografovat různé události běžného života, bílého koně na hřbitově, hrající si kluky, křtiny a pohřby. Právě tehdy na jednom pohřbu pořídil snímek, na kterém je kráčející smuteční průvod a pod ním v protisměru jdoucí řada kačen. V roce 1966 nastoupil na praxi na gymnáziu v Rýmařově a o rok později složil státní zkoušky. Získal místo na škole v Sovinci a stal se otcovým kolegou.

### 1967–1977
Podobně jako jeho otec, také Jindřich Štreit kromě výuky zastával roli knihovníka, předsedy Osvětové besedy a také promítače. V roce 1971 se oženil s Agnes, absolventkou konzervatoře v Kroměříži a ve stejném roce se jim narodila dcera Monika. Postupně začal fotografovat v okolních rodinách a za rok uskutečnil výstavu v Olomouci s názvem Člověk. Od té chvíle Štreita již fotografie neopustila a stala se nedílnou součástí jeho života. Toužil po dalším odborném vzdělání a tak se v roce 1974 přihlásil na tříletou Školu výtvarné fotografie při ústředním výboru Svazu českých fotografů. Současně s fotografií se snažili Štreitovi oživit Sovinec kulturními aktivitami. Založil zde pobočku rýmařovské Lidové školy umění, kde se hudebního vzdělání ujala jeho žena Agnes. V roce 1974 uspořádal v Sovinci výstavu později významné malířky Marie Kodovské z Rýmařova. Při hledání témat k fotografování Štreita zaujal život Cikánů v jejich kraji. Už tehdy si uvědomil, že chce ukazovat realitu bez přikrášlování, což se také stalo zásadní při vnímání skutečnosti.
Uvědomil jsem si, že pro mne je nejdůležitější člověk se svou všedností i neobyčejností.

V roce 1975 byl požádán, aby vedl obecní kroniku, což mu při zjišťování informací umožňovalo navštěvovat rodiny a během návštěv fotografovat. O rok později byla škola v Sovinci zrušena a Jindřich Štreit odešel na pozici školního ředitele do Jiříkova. Mimo jiné se dostal do olomouckého velkého divadla, kde fotografoval přípravu baletu Pierot a nejen na jevišti, ale také v zákulisí. Nezůstalo jen u tohoto představení, ale nasnímal i další scény a představení.

### Sovinec aneb paměť české vesnice 1978–1989

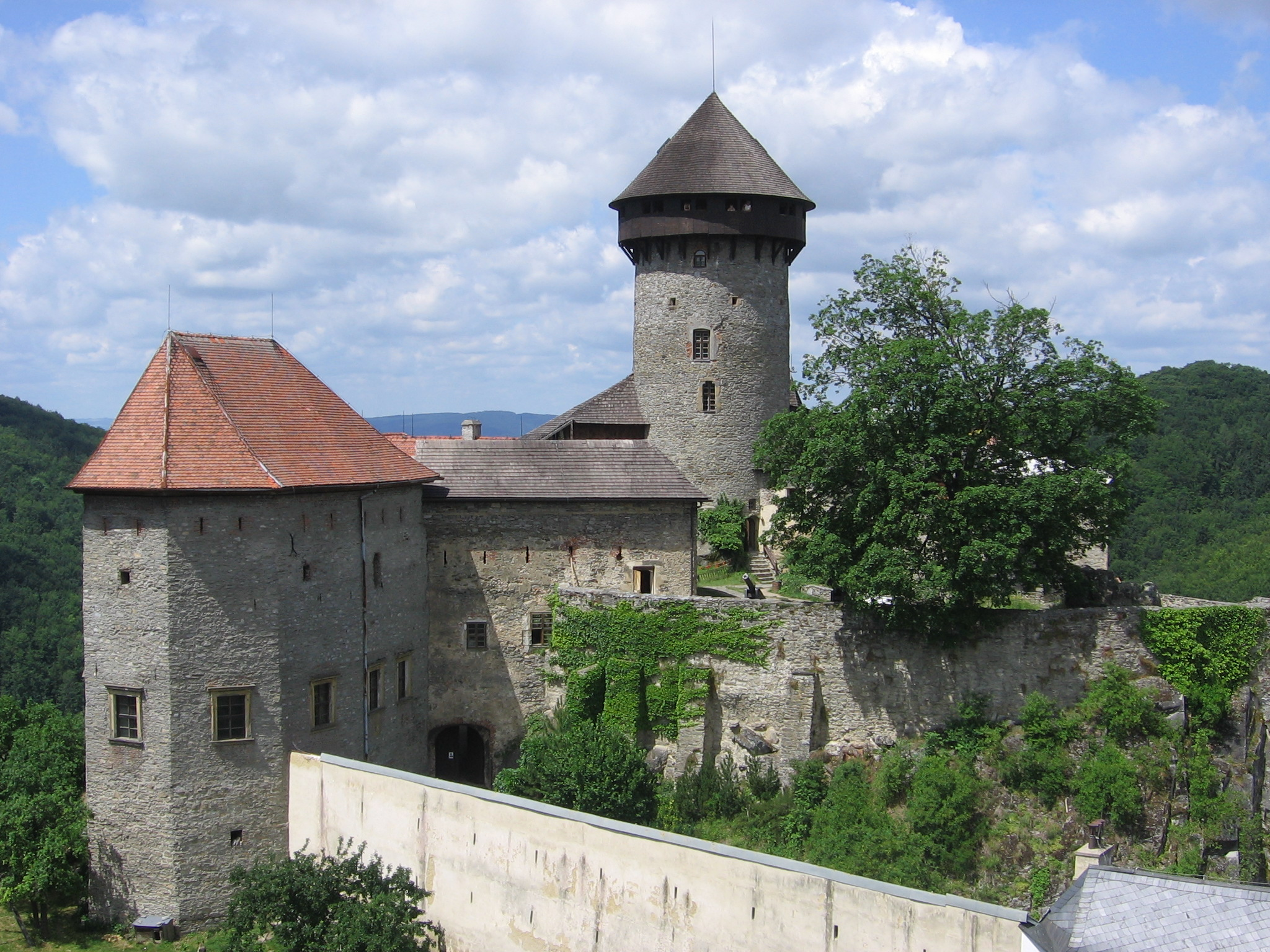
Od osmdesátých let Jindřich Štreit na hradu Sovinec pravidelně organizuje výstavy, koncerty a divadelní představení; fotografovi se někdy přezdívá 'Jindra ze Sovince'.

V roce 1978 začalo Štreitovo životní téma, Vesnice. Zajímal se o její specifický život, který se koncentruje na malém území. Své působení rozšířil ze Sovince i na okolní vesnice a snažil se o maximální zobecnění lidského života, čehož může dosáhnout jen dlouhodobým sledováním cíle. Od roku 1980 se jeho fotografie dostávají do širšího povědomí veřejnosti. Díky Tomáši Fassatimu z banskobystrické Galerie F se Štreit seznámil s Antonínem Dufkem, kurátorem fotografické sbírky v brněnské Moravské galerii. Po výstavě v pražském Činoherním klubu na doporučení Jaroslava Anděla dostal Štreit nabídku od Anny Fárové k účasti na výstavě 9x9 v klášteře v Plasích roku 1981. Jednalo se o výjimečnou akci, na kterou přijeli významní fotografové ze zahraničí, jako například Henri Cartier-Bresson, Martine Franck, Marc Riboud a přední teoretici a ředitelé zahraničních galerií.

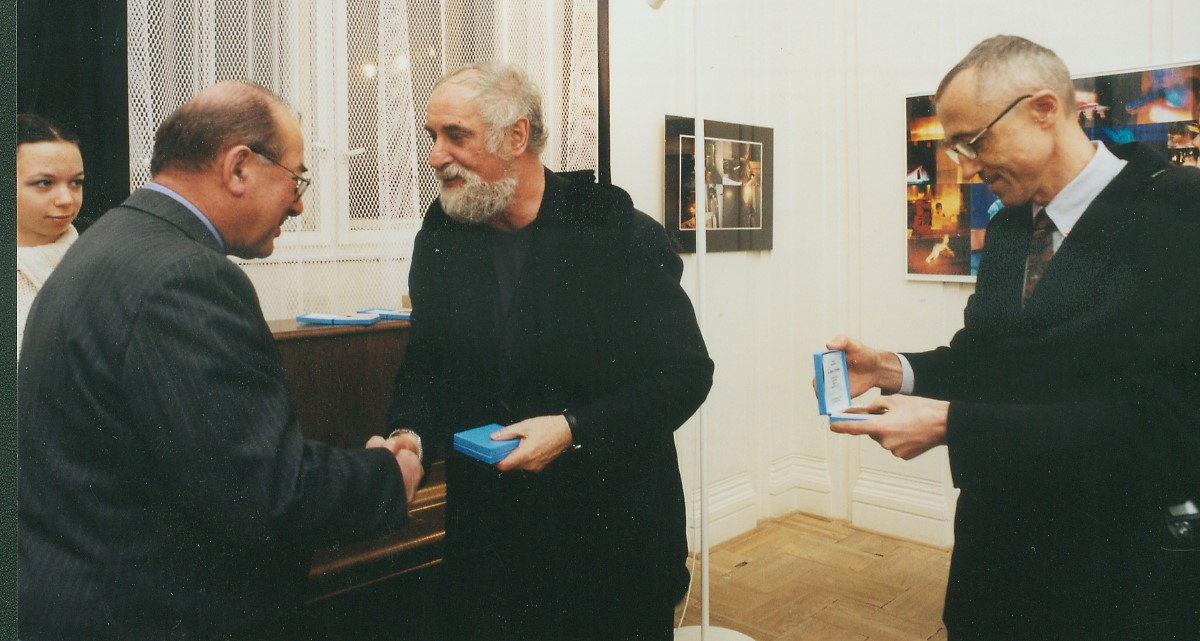
Jindřich Štreit předává za muzejní radu v Benešově ocenění starostovi města Mojmíru Chromému.

Tyto výstavy zaregistrovaly státní orgány a povahu snímků chápaly jako negativní pohled na realitu. K dalšímu dění přispěla následující příhoda:
 Jednoho dne jsem jel Olomoucí a spatřil sovětského vojáka zametat chodník před kasárnami. Voják s koštětem na pozadí rudé hvězdy pro mne představoval magickou scénu, a tak jsem ji vyfotografoval. Vše by probíhalo bez komplikací, kdybych nebyl přistižen velitelem sovětské posádky. Skončil jsem na Bezpečnosti a po vyšetřování jsem byl s varovným ukazováčkem propuštěn. Zdánlivě se nic nedělo...
Jindřich Štreit
V létě roku 1982 pak přišla další událost pozvání grafičky Aleny Kučerové na výstavu současného českého umění Setkání v areálu tenisových kurtů pražské Sparty. Štreit chtěl představit sovinecké fotografie, které měl nachystané na celostátní výstavu v Olomouci, ale krátce po instalaci přijela policie, fotografie zabavila a výstavu uzavřela. Druhý den u Štreitů doma v Sovinci proběhla třináctihodinová domovní prohlídka a Štreit byl odvezen do vazební věznice v Ruzyni.
Ve vězení poznal pocit nesvobody a strachu z budoucnosti, na druhou stranu však zjistil, jak málo stačí člověku k životu a jak rychle se v mezní situaci změní priority. Nejvíc ho trápila myšlenka na jeho blízké, a jaký dopad na jejich osudy bude mít toto uvěznění. Také ve vězení bylo Štreitovi líto, že u sebe nemá fotoaparát, neboť realita přinášela neuvěřitelné situace. Obrazy z jeho mysli nezmizely ani po letech a promítly se pak do jeho dalších cyklů, když pracoval v jedné z nejstarších francouzských věznic v Saint-Quentinu, nebo v ženské věznici v Pardubicích. Třetí kontakt s tímto světem se uskutečnil v sérii Cesta ke svobodě, při kterém navštívil sedm věznic a fotografoval lidi, kteří se tam dostali kvůli drogám. Poslední zkušeností byl projekt Ze tmy ke světlu o vztahu kaplanů a vězňů.
Z vězení byl Štreit propuštěn téměř po čtyřech měsících, byl odsouzen k trestu odnětí svobody na deset měsíců s podmínečným odkladem na dva roky. S povoláním učitele byl konec. Dne 24. října 1983 byl přijat na místo dispečera ve státním statku Ryžoviště, který působil na rozloze 8500 hektarů a měl 650 zaměstnanců v šesti vesnicích. Štreit tak získal pro svou tvorbu daleko větší rádius a prohluboval své jednotlivé cykly z vesnického života. Do doby, než to zjistila Státní bezpečnost, která jej průběžně sledovala, tak měl fotografování v pracovní náplni. Družstvo mu koupilo nový fotoaparát a měl dokumentovat pracovní činnost na jednotlivých farmách.
Kromě oficiální dispečerské práce se Štreit věnoval organizování kulturních akcí pro zaměstnance statku. Jezdili do divadel, na koncerty a navštěvovali výtvarné ateliéry (později) uznávaných výtvarníků po celé zemi. Začal organizovat výstavy a kulturní akce v Sovinci. Nejdříve v bývalé třídě školy, později výstavní prostory rozšířil i na hrad Sovinec a kostel. V roce 1983 při pravil Štreit ve spolupráci s Československou surrealistickou skupinou po dlouhém čase jejich první výstavu Sféra snu. Výstava byla ještě před zahájením zásahem orgánů státní moci uzavřena. Ale ani tato skutečnost Štreita neodradila od dalších akcí, které vyvrcholily v roce 1988, kdy mezi jiný mi vystavovali například Jiří Lindovský, Rudolf Sikora, Adriena Šimotová, Čestmír Kafka, Olga Karlíková, Václav Boštík nebo skupina Tvrdohlaví. I když Štreit na každé vernisáži cítil přítomnost Státní bezpečnosti, dařilo se mu pokračovat. Vernisáže v Sovinci se staly doslova kulturními manifestacemi, na které se sjížděli návštěvníci z celé republiky.
Svou vlastní tvorbu v roce 1988 Štreit prezentoval specifickým způsobem. Na černou lepenku vyměřenou přesně na obvod bratislavské Komorní galerie přilepil 200 fotografií. Výstavu zaštítil přední slovenský fotograf Ľubo Stacho se svou ženou Martou, která napsala text do katalogu a výstavu uvedla. V létě roku 1989 za Štreitem do Sovince přijel Fred Baldwin, ředitel fotografického festivalu v Houstonu, se svou ženou Wendy Watriss, aby Štreita pozvali v rámci české účasti na této akci do USA. Kromě toho měl výstavu v pražské Fotochemě, na které do návštěvní knihy spisovatel Bohumil Hrabal napsal:
Kanta okouzlily dvě věci: hvězdné nebe a mravní zákon. Mne okouzlili dva fotografové: Diane Arbus v New Yorku a pan Jindřich Štreit ze Sovince. 
Bohumil Hrabal
Na listopadové události 1989 navázal velký článek redaktora Sorje Chaladona ve francouzském deníku Libération doplněný mnoha fotografiemi pod názvem Sovinec neboli paměť české vesnice, který Štreita uvedl do povědomí světové fotografické veřejnosti.

### 1990–2005

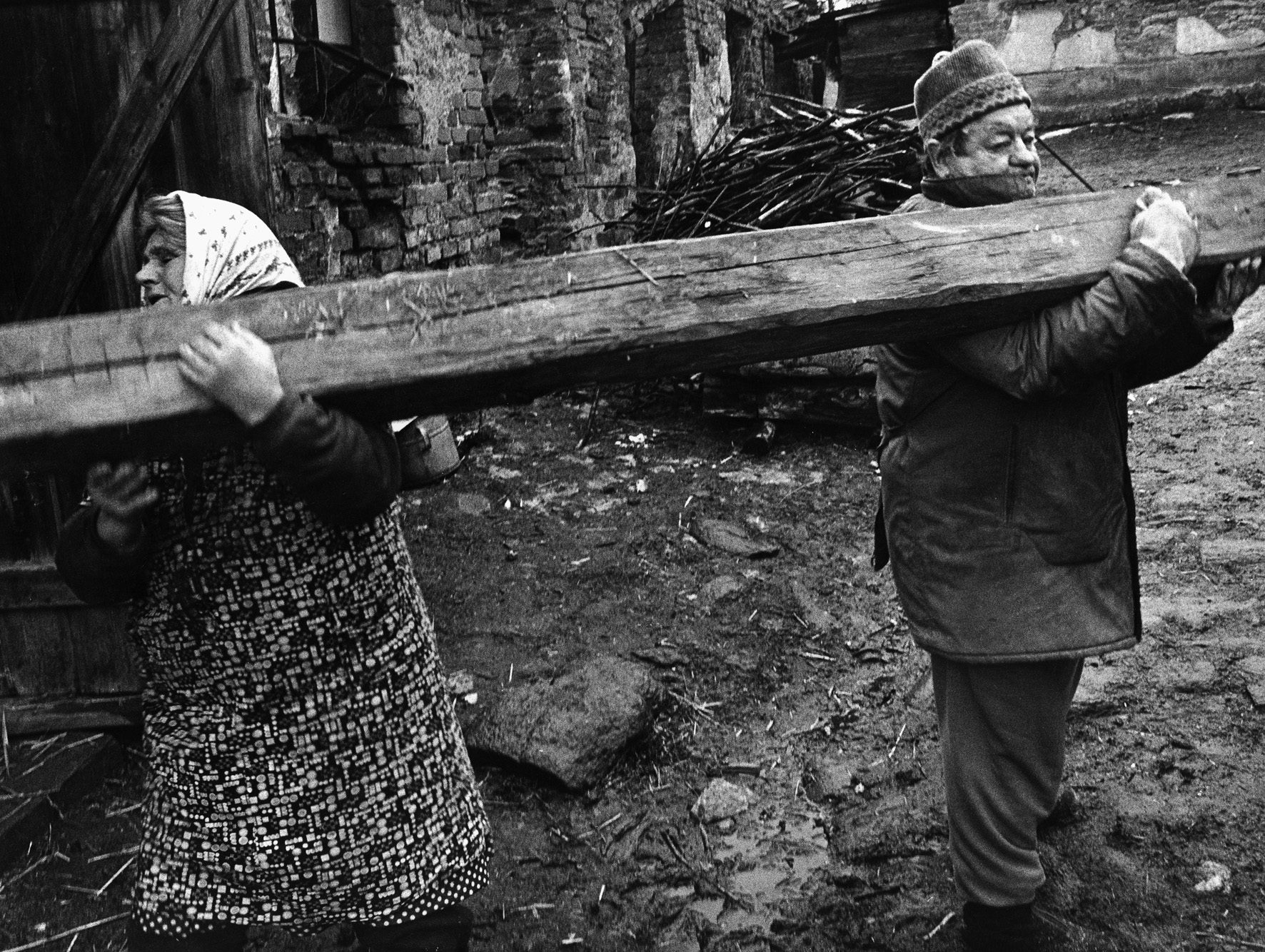
Jindřich Štreit: Křivá, 1993

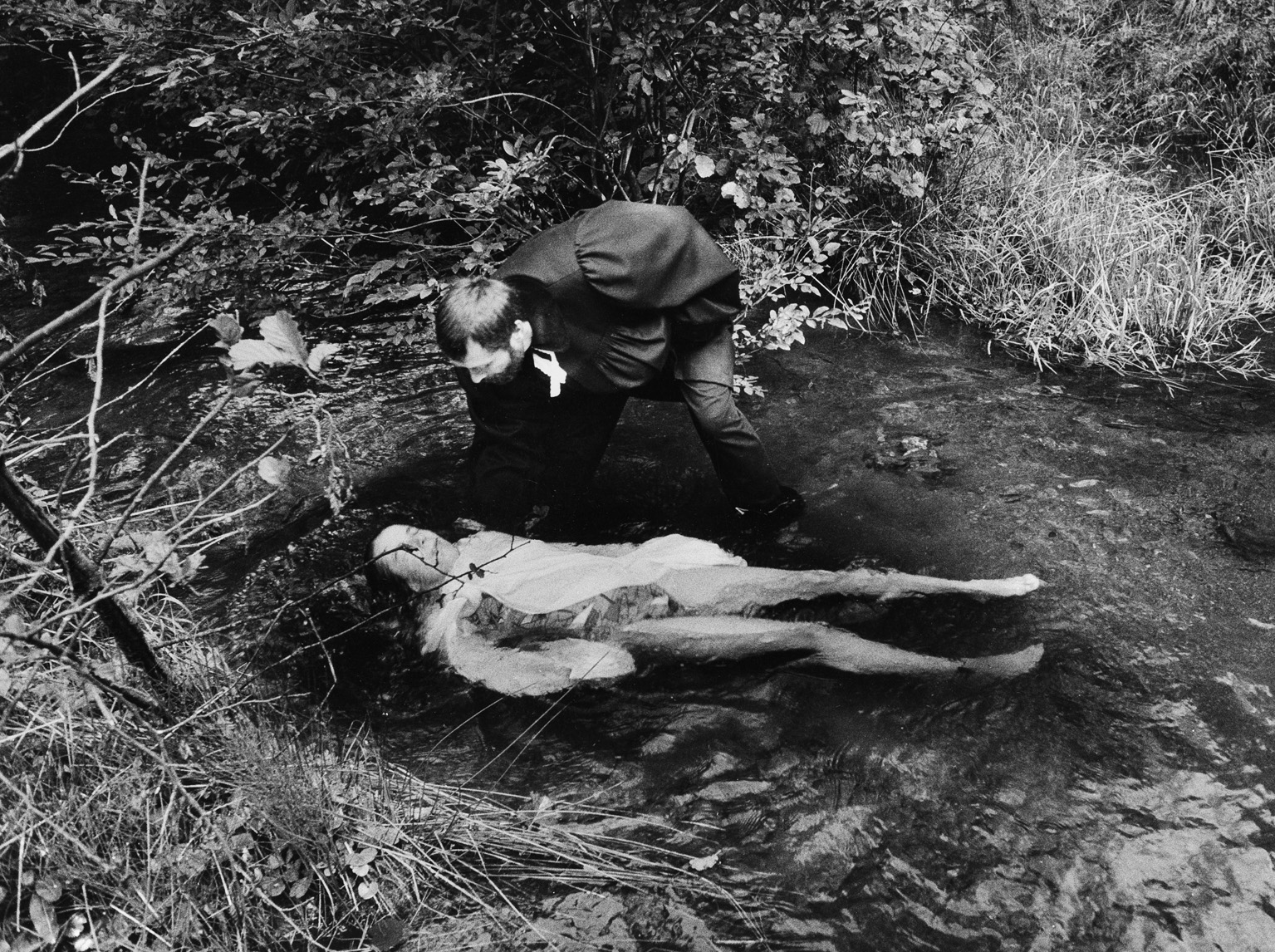
Jindřich Štreit: Moravice, 1993

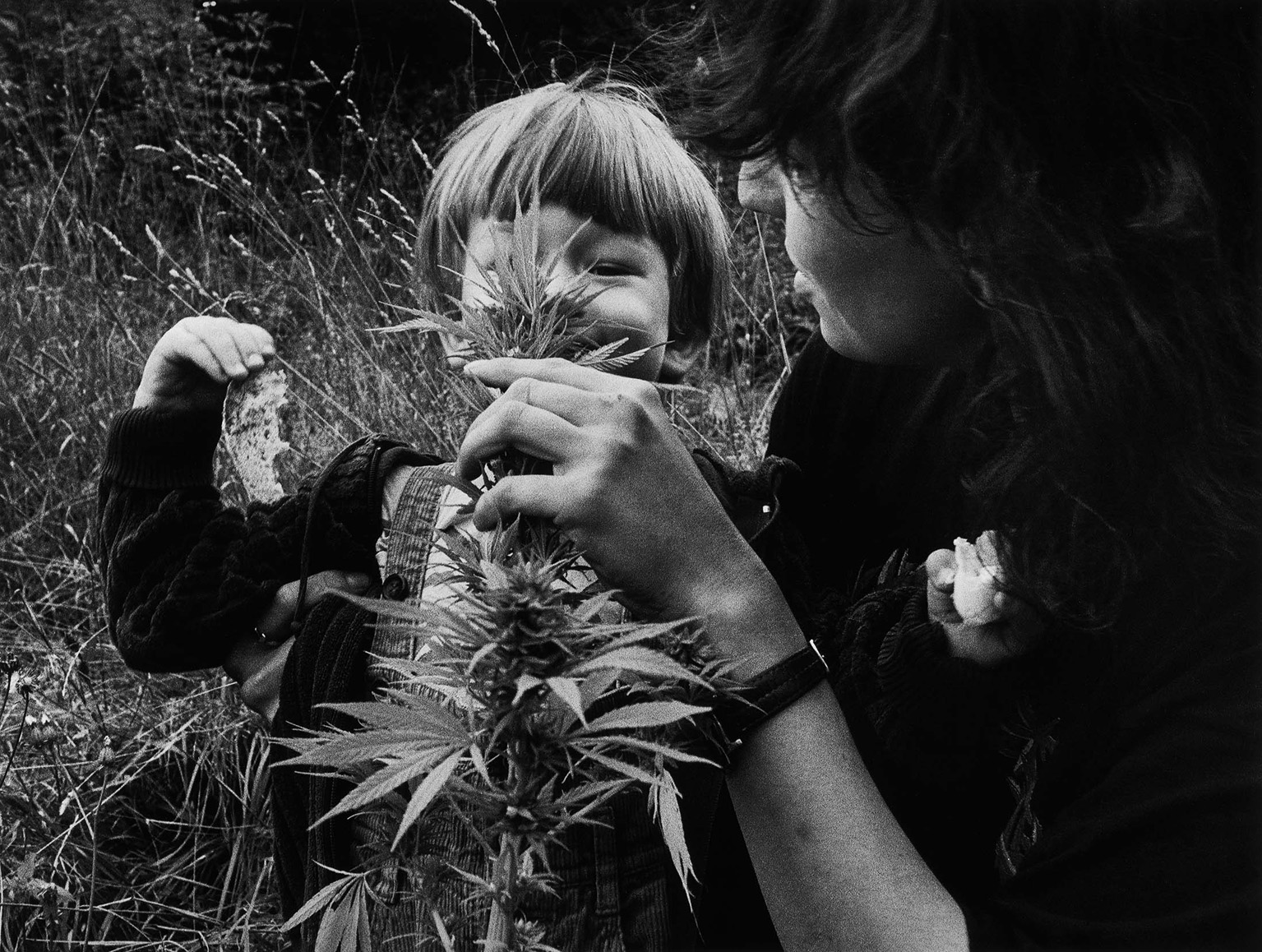
Jindřich Štreit: Moravská Třebová, 1997

Na začátku roku 1990 dostal Štreit zpátky pas a odletěl do USA, kde jeho snímky sklízely pozitivní ohlasy. Jedna z jeho fotografií byla zařazena do výstavy On the Art of Fixing a Shadow u příležitosti 150. výročí vynálezu fotografie. Výstava putovala po galeriích v Los Angeles, Chicagu a ve Washingtonu. Společně s Antonínem Dufkem navštívili kurátora fotografického oddělení Muzea moderního umění v New Yorku Johna Szarkowského, který šest Štreitových snímků prosadil do sbírek muzea. Velkým osobním zážitkem bylo setkání s fotodokumentaristou Robertem Frankem.
Ještě v roce 1990 natočil režisér Jan Špáta o Štreitovi dokumentární film Mezi světlem a tmou, který byl roku 2009 zrestaurován a vydán nakladatelstvím Indies Records v souboru s dalšími filmy na čtyřech DVD s názvem Jan Špáta - 18 dokumentů. Od října 1990 se stal externím pedagogem na Filmové a televizní fakultě Akademie múzických umění (FAMU) v Praze a zůstal jím až do roku 2003. Tam také v roce 2000 habilitoval a stal se docentem pro obor fotografie.
Na konci roku 1990 přijela do Sovince delegace francouzského fotografického festivalu a nabídla Štreitovi projekt v Remeši. Pro něho to byl první zahraniční. Jeho úkolem bylo během jednoho měsíce fotografovat život panelákového sídliště, kde žijí původní Francouzi vedle přistěhovaleckých Francouzů různých barev pleti a etnických kořenů. Také v tomto cyklu se Štreit snažil zobrazit obyčejný život lidí, snažil se proniknout do jejich světa, intimity jejich domovů. A výsledné snímky vystavené na festivalu Mai de la Photo v Remeši dokazují, že jsou lidé všude stejní. Přestože někteří Francouzi byli překvapeni odhalenou podobou života za zdmi jejich domovů, projekt přijali kladně a přišla další nabídka a pozvání do okresu Saint-Quentin na příští rok.
Štreit se stal zaměstnancem muzea v Bruntále a v letech 1991–1994 byl zaměstnancem okresního úřadu a posléze muzea v Bruntále. Od 1. října 1991 začal učit na Vysoké škole výtvarných umění v Bratislavě, kde působil až do rozdělení Československa. Současně jej oslovil Vladimír Birgus, aby učil na Institutu tvůrčí fotografie Slezské univerzity v Opavě, kde učí dodnes (2019). Vede seminář dokumentární publikace, dějiny výtvarného umění, české výtvarné umění 20. století, medailon osobnosti a současné výtvarné umění. Podoba Štreitova pedagogického působení je dvojí. Kromě klasických teoretických přednášek je založena na vytváření příležitostí k přímé fotografické práci v terénu. Často zve studenty dokumentární fotografie do svého kraje, kde společně témata zpracovávají a studenti mají možnost vidět, jak umělec volí záběry. Hlavně se však učí, co znamená kontakt s člověkem, jak důležité je napojení a pokora v přístupu k lidem.
 Největší význam mají činy vykonané v tichu soukromí.
 Jindřich Štreit
Od roku 1994 je fotografem „na volné noze“. Na začátku roku 1995 Štreit uzavřel soubornou výstavou Lidé olomouckého okresu 90. let XX století očima Jindřicha Štreita, který byl potom mnohokrát vystavován v českých městech i v zahraničí. Ve stejnou dobu odjel Štreit do Maďarska do kraje Puszty, který ho natolik okouzlil, že se tam vracel s přestávkami pravidelně dalších pět let. Většinou staří lidé tam žijí v osamělých obydlích zvaných tanje a soubor byl o životě a smrti. Ve stejném roce absolvoval tříměsíční stipendijní pobyt v Japonsku, v malé vesničce Akagi v provincii Gunma. Štreit se většinu času pohyboval bez tlumočníka a musel se přizpůsobit venkovu na opačném konci světa. Díky jazykové bariéře však mohl hlouběji vnímat lidi i krajinu.
 Pro sblížení se s místními se fotograf zapojoval do práce při sklizni rýže, přitom ale stále vnímavě pozoroval, co se děje kolem něho. Fotoaparát měl stále při ruce a tak se mu podařilo zachytit to, co je věčné. Obyčejný život.

Další kapitolou ve Štreitově tvorbě jsou cesty do Ruska, které vždy toužil poznat včetně národů, které tam žijí. Inspiraci hledal v Šukšinových filmech či knihách Čechova. Štreit se dostal na Sibiř do buddhistických klášterů, nebo k české menšině v Novorossijsku. Za nejinspirativnější však považuje svůj pobyt v Ingušsku a Čečně, kde pracoval na pozvání České charity v uprchlických táborech. I tam se snažil zaznamenat obyčejný život a vyhýbal se zachycení válečných hrůz. Cyklus dostal název Tak blízko, tak daleko a upozorňuje na neobyčejnou odvahu a vytrvalost lidí žijících v provizorních podmínkách táborů s mizivou naději na lepší budoucnost a také na mimořádný význam charitativní pomoci.
Všemi Štreitovými projekty se prolíná sociální problematika. Do jeho zájmu se dostává obyčejný člověk, někdy ponížený, handicapovaný nebo z jiných důvodů žijící na okraji společnosti. Ve svých snímcích nechce jen poukázat na jeho neradostný osud, ani vzbudit falešný soucit. Jejich civilním pojetím chce oslovit co nejširší veřejnost, která může přispět ke zlepšení životních podmínek těch sociálně slabších. Z těchto aktivit se vyčleňuje jeho několikaletá práce s drogovou problematikou, při které autor pochopil, jak důležité a zároveň velmi obtížné je napojení na lidi procházející těžkou životní zkouškou. Jak citlivé by mělo být sdělení výsledných fotografií, aby pouze nekáralo a nezatracovalo, ale vracelo naději na možnou cestu zpět.
Štreitovy fotografie jsou chápány jako umělecký dokument, který je založen na otevření srdce autora lidem, které zachycuje, ale také na schopnosti neztratit se v jednotlivých osudech, aby byl schopen určité objektivity. Citlivě využívá světlo, kompozici a další výtvarné prostředky, aby předal myšlenku. V souhrnu ale musí být vše tak nenápadné, aby si divák ani neuvědomoval estetickou stránku Štreitových fotografií.
Do katalogu k výstavě 9x9 ke Štreitovým fotografiím Anna Fárová napsala:
 Hranice estetiky je překročena k nejtěžší bariéře etiky. A stokrát je možno se bavit o slohotvorných principech a použitých prostředcích, když tu náhle jsme znovu zaskočeni a ohromeni výpovědí, která zahání daleko všechny ostatní aspekty.
 Anna Fárová
V roce 2009 získal profesuru na Vysoké škole uměleckoprůmyslové v Praze.

## Tvorba
Již za doby studií se zúčastnil řady fakultních výstav a soutěží a svoji závěrečnou zkoušku navíc ukončil i svojí první samostatnou výstavou. Po ukončení vysokoškolských studií začal vyučovat na základní škole v Rýmařově a o rok později se stal i jejím ředitelem. Svoji pedagogickou činnost obohatil i veřejně prospěšnou činností v Sovinci, kde od roku 1974 vedl galerii a od roku 1998 vedl galerii v Bruntále. Ukončení pořádání výstav v Sovinci vyplynulo z jejich vlastního rozhodnutí, protože se po revoluci dost podstatně změnila situace. Dobré výstavy si lidé mohli najít kdekoli, v Olomouci nebo Ostravě, Šumperku nebo ve Šternberku. I když v Sovinci byla návštěvnost až do té poslední výstavy velice dobrá, rozhodl se Štreit aktivitu přesunout do Galerie v kapli v Bruntále, kde doposud nic podobného neexistovalo. Od roku 1981 úzce spolupracuje s progresivními umělci v Praze, Brně, Bratislavě a v dalších kulturních centrech České republiky i v zahraničí.
Od roku 1972 se cíleně věnoval zobrazování života na vesnici, fotografování portrétů a fotografování romského života. V letech 1974–1977 absolvoval Školu výtvarné fotografie, pro závěrečnou práci zvolil téma divadelního zákulisí.
V roce 1981 se v Plasích zúčastnil legendární výstavy 9×9, kterou zorganizovala historička fotografie Anna Fárová. Akce se mimo jiné zúčastnili Iren Stehli, Joska Skalník, Bořivoj Hořínek, Jan Malý a řada dalších. Mezi návštěvníky byli také fotografické celebrity jako Marc Riboud, Henri Cartier-Bresson nebo Martine Francková.
V roce 1982 se jako jediný fotograf zúčastnil nepovolené výstavy neoficiálních výtvarných umělců na tenisových kurtech v Praze. Tajnou policií byl vzat do vazby a následně byl odsouzen k trestu odnětí svobody na 10 měsíců s podmíněným odkladem na dva roky za údajné hanobení republiky a jejího představitele. Zároveň mu byly státní policií zabaveny negativy, pozitivy i fotografické přístroje a byl mu vysloven zákaz vykonávání fotografické činnosti. Spolu s Viktorem Kolářem a Bohdanem Holomíčkem patřil k „podezřelým fotografům“. Po propuštění z vězení se již nesměl vrátit ke své učitelské profesi. Nejprve pracoval jeden rok v knihovně a po uzavření soudního jednání si musel najít zaměstnání jako dispečer Státního statku Ryžoviště. Ještě intenzivněji se věnoval kulturní činnosti a fotografování.

### Po roce 1989
Od roku 1991 pracuje na dokumentárních projektech ve Francii, Anglii, Brazílii, Moldávii, Rakousku, Německu, Japonsku, Číně, Maďarsku, Rusku (Burjatsko, Krasnodarský kraj, Ingušsko, Čečensko), ale také v České republice (Ženská věznice, Břevnovský klášter, Lidé olomouckého okresu, Lidé Mikulovska, Cesta ke svobodě, Lidé Třineckých železáren, Mezi námi, Za oponou, Spolu, Cesty života, Lidé mého kraje – Bruntálsko, Ocelový svět, Tichá nemoc, Vítkovice, Hledat anděla, Lidé Vítkovska). Na Institutu tvůrčí fotografie Slezské univerzity se od počátku podílí na vedení několika studentských projektů (Lidé Hlučínska, Náš svět, Zlín a jeho lidé, Dobrovolně, Opava na prahu 3. tisíciletí, Dopravní podnik Olomouc). Nahlíží do soukromí vězeňkyň pardubické věznice nebo zachycuje, jak se klášter proměňuje ze skladu dokumentů Státní bezpečnosti v církevní zařízení.
Já se snažím studenty naučit umění se dívat, vybrat si správné prostředí, ale hlavně - což je v dokumentární fotografii to nejdůležitější - aby komunikovali s lidmi a dokázali si je získat. Devadesát procent úspěchu je v navázání kontaktu a v procítění problémů každého člověka.
J. Š.
Ve Francii na počátku roku 1992 Štreit po čtyři měsíce dokumentoval život obyvatel 14 obcí francouzského distriktu Saint-Quentin. Z tohoto projektu uspořádala francouzská strana několik putovních výstav, vydala katalog a obrazovou publikaci. V letech 1993–1994 započal projekt Lidé olomouckého okresu, jehož cílem bylo zachytit život devadesátých let, propagovat okres mimo jeho rámec a oživit v obcích kulturu, která začala stagnovat po rozbití státní struktury osvětových zařízení. V roce 1995 fotografoval sedm týdnů v Anglii a na podzim téhož roku odjel jako stipendista Japonské nadace na tříměsíční pobyt do Japonska (po svém úspěchu na mezinárodní výstavě v Tokijském metropolitním muzeum fotografie v roce 1994). Rozhodl se k pobytu na jediném místě, vybral si vesničku Akagi vzdálenou 150 km na severozápad od Tokia. kde hledal všednodennost prostého člověka. Soubor padesáti černobílých fotografií zahrnul do knihy s názvem Japonsko – Lidé z Akagi.
Japonci jsou lidé, kteří si něco jiného myslí, něco jiného dělají a něco jiného říkají. Člověk nikdy neví, na čem skutečně je, neví, jak se má zachovat, aby se nedostal do nepříjemných situací.
Jindřich Štreit
V Burjatsku v roce 1997, ve vesnici Kižinga, zachytil nově vybudované buddhistické kláštery, které byly rozbořeny a jejich obyvatelé v lepším případě skončili v gulagu. O tom, že docházelo k nelítostnému vyvražďování buddhistických mnichů a likvidaci klášterů v Mongolsku se dozvěděl již od svých mongolských spolužáků v ČSSR. Splnil se mu sen cestovat transsibiřskou magistrálou, žil a pracoval ve vesnici Kižinga, vzdálené asi 200 km od hlavního města. Unikátní materiál zachycující výjimečný ráz Sibiře, kde se po staletí prolínají východní a západní kultury představil v knize Na konci světa – Burjatsko.
Cyklus a knížka Brána naděje nabízí pohled na člověka od narození ke smrti. Fotografie zabývající se náboženskou tematikou, smyslem života a skrytými touhami lidského bytí vznikly v kraji severní Moravy, v Polsku, Německu a Francii. Knižní publikace obsahuje fotografie z let 1977–1999.
V roce 1996 oslovil Štreita okresní úřad v Bruntále, aby se zabýval problematikou drog. Svou práci na projektu Cesta ke svobodě (1996–1999) zahájil v resocializačním zařízení Pastor Bonus v Podlesí u Světlé Hory. Smyslem akce bylo svědectví o zápase člověka s drogou. Během práce na tomto cyklu navštívil také sedm věznic, jelikož sledoval osudy fotografovaných až za mříže, kam je přivedla drogová závislost.
Uvědomil jsem si, že spousta lidí užívá drogy, aniž by jim to vadilo a aniž by tím způsobovali nějaké problémy. První část mého cyklu tvoří fotografie, které droze vlastně straní, protože ukazují její příjemnou stránku. Druhá část je o lidech, kteří to uhlídat nedokázali, a dostávají se do neřešitelných situací. Až ve třetí části jsou snímky z resocializačních zařízení.
Jindřich Štreit, 1998
V červnu 1998 (šest let před ukončením těžební činnosti) byl opět pozván na měsíc do Francie, aby zde zachytil průmyslem poznamenaného člověka a krajinu. Projekt s názvem Lidé z ledkových dolů koncipoval do dvou částí – svět práce a svět vnitřní. Soubor padesáti černobílých fotografií publikoval v knize pod stejnojmenným názvem.
V maďarských pustách, kde se civilizace zastavila, vytvořil Jindřich Štreit fotografie s podobnými motivy které nacházel v Japonsku, Rakousku, Německu či na Sibiři. Během trvání projektu (1996–1999) zachytil lidi žijící tradičním zemědělským způsobem života. „Na začátku si pamatuji, že tam žili jen staří lidé. Dneska, když jsem končil, mnoho stavení bylo rozpadlých, mnoho lidí z fotografií už nežije a mnohé ty tzv. tanje se proměnily, když je jejich potomci prodali Němcům nebo Rakušanům, kteří z nich udělali luxusní vily a chaty, kam jezdí na dovolenou.“ Sérii fotografií zařadil Jindřich Štreit do knihy Fotóhomok – fotografie z kraje písku. V rozmezí let 1997–2000 zpracovával téma handicapovaných lidí. Cyklus s názvem Mezi námi volně navazuje na předcházející projekt Náš svět. „Pět let jsme se se studenty z Institutu tvůrčí fotografie a z FAMU pohybovali v ústavech pro postižené. Vznikla z toho kniha Náš svět. Můj cyklus představuje protiváhu, protože fotografie nevznikaly za zdmi ústavů. Zajímali mě lidé, kteří se navzdory postižení dokázali integrovat.“ Fotografie, které vypovídají o mezilidských vztazích mají výrazně filozofický přesah. Jindřich Štreit během výuky na FAMU v Praze vymyslel specifický způsob výuky. Vždy do Sovince pozval dva studenty a s nimi týden pracoval. Byl tak stále mezi novými mladými lidmi, což považoval za inspirativní. Vždy totiž hrozí nebezpečí, že lektor zapadne do určitého okruhu lidí a pak se pohybuje výlučně v uzavřeném společenství.
K desátému výročí Státní opery v Praze vznikl dokument Za oponou. „Všechny snímky vznikaly mimo scénu: v šatně, vlásenkárně, tam kde se herci připravují...“. Jindřich Štreit se snažil zachytit obyčejný život umělců, který divák nemá šanci postřehnout. „Umělec vlastně hraje pořád, i v zákulisí a mojí úlohou bylo, aby přestal hrát a já jej zastihl v situaci, kdy je normálním člověkem.“
V období 2018–2019 se autor věnoval několika tématům. Byly to především témata sociální, fotografoval ve věznicích vztah kaplanů a vězňů (Ze tmy ke světlu), v cyklu ……s láskou se věnuje domácímu hospici, ke kterému vyšel katalog a byla realizována výstava. Stále putuje výstava Držíme spolu, která je o dětech s roztroušenou mozkovou sklerózou, souborná výstava Kde domov můj o lidech bez domova, Tichá nemoc zpracovává téma rakoviny nebo Brána naděje se zabývá sakrálním tématem. Kniha Kde domov můj získala 1. cenu v evropské soutěži a 1. cenu v soutěži Nejkrásnější kniha v roce 2017. Fotografuje téma menšin, Romové, Ukrajinci, Vietnamci, Mongolci, téma handicapovaných a autistů Ruka pro život, jehož výstava byla v Senátu.

### Kde domov můj
Jindřich Štreit vstoupil v tomto fotografickém projektu do složitého, kontroverzního světa lidí bez domova. Spoluobčanů žijících na okraji a často za okrajem společnosti se týká řada aktuálních výzkumů, podpůrných projektů, odborných knih, ale současně také nespočet kolektivně sdílených mýtů. Hluboká vizuální esej zasvěceného člověka, který by intenzivně a systematicky mapoval bezdomovectví v České republice, je však stále vzácností. Z pohledu fotografa patří lidé bez domova a jejich sociální portréty mezi „přitažlivá témata“, která však tvůrci v procesu dokumentace přinášejí řadu úskalí. Fotograf se často nevědomě ocitá ve stejné situaci jako cizinec, turista, který navštíví kulturně odlišné prostředí – během několika hodin si utvoří názor, který pak veřejnosti prezentuje jako vhled do daného problému. A právě dlouhodobý projekt Jindřicha Štreita s názvem Kde domov můj? může tuto situaci zásadně změnit. Autor se ponořil do světa bezdomovců bez předsudků a s pokorou, kterou si vybudoval v předchozích fotograficko-sociálních projektech týkajících se mimo jiné drogově závislých, handicapovaných, nevidomých nebo starých lidí. Jindřich Štreit se ve svém novém cyklu nesnaží analyzovat příčiny bezdomovectví, „pouze“ přináší zasvěcenou, vizuálně silnou zprávu ze světa, do kterého se neodvažujeme dobrovolně vstoupit ani v myšlenkách.
Většina občanů evropského kulturního okruhu žije v jistotě, že zítra nebude muset opustit zabydlené místo a že se nestane nedobrovolnými nomády. V dnešním rozkolísaném a nespojitém světě nabývají pojmy domov, zakotvení, identita své původní hodnoty a stávají se důležitým tématem pro jednotlivce i celou společnost. Domov jako azyl pro tělo i duši, fragment stěny bytu jako intimní galerie pro zavěšení obrázku s důvěrným tématem, stůl pro odložení sklenice nebo knihy, postel – to vše tvoří střípky zdánlivě samozřejmých věcí, které vytvářejí zázemí pro nezbytný pocit bezpečí a prostor k usebrání, k psychické i fyzické regeneraci. Ze Štreitových bezdomoveckých fotografií se vynořují naléhavé otázky: Čím nahrazují tito lidé základní potřeby pro důstojný život – potřebu bezpečí, lásky, úcty, uznání? Z čeho budují symbolické stěny k navození pocitu jistoty a soukromí? Je jejich bezdomovectví přechodným stavem s možností návratu, nebo definitivou? A o čem po celé dny přemýšlejí lidé, kteří přišli o domov?
Štreitovy syrové, nestylizované portréty bezdomovců v jejich přirozeném prostředí skýtají atmosféru vzájemné důvěry a empatie. Kdo nedisponuje podobnou zkušeností, nemůže se vcítit do každodenní situace člověka bez domova. Z většiny Štreitových fotografií paradoxně vyzařuje individualita a sebevědomí bezdomovců – nesou si příběh minulosti i současnou situaci jako šnek ulitu. Autor portrétuje jedince s velkou úctou, s respektem k touze některých z nich žít v rámci daných možností důstojně. Osudy lidí z fotografií nepřečteme, a proto ani nemáme právo nějak posuzovat jejich situaci. Snaha bezdomovců nerezignovat na obyčejné lidství ovšem vyžaduje nepředstavitelnou energii, statečnost a vůli. Autor zobrazuje lidskou situaci vykostěnou na dřeň složité existence.
Bezdomovectví jako závažný a bolestivý fenomén současné společnosti zahrnuje tragický individuální rozměr. Příčiny ztráty domova mohou být různé, ale většinou jsme do nechtěné situace vrženi. Stále rostoucí komunita bezdomovců však není homogenní; existují lidé, kteří si zvolili bezdomovectví dobrovolně, jako způsob života. Této podobě bezdomovectví, která není zapříčiněna nepříznivou ekonomickou situací, věkem ani vzděláním, můžeme rozumět jako vypjaté touze po absolutní svobodě. Podmínkou pro její uskutečnění je celistvost člověka, názorová konzistence a pevnost, s níž zvolený alternativní životní styl může zvládnout. Bezdomovci jsou pravděpodobně jedinou komunitou lidí, která má šanci přežít kolaps této hédonistické civilizace.
To, co je díky Štreitovu projektu dobře patrné a mimořádně znepokojivé, je stále stoupající počet žen, které se ocitly na společenském dně. Nevím, proč trpíme utkvělou představou, že si ženy s jakkoliv těžkou sociální situací dovedou poradit… Současné postavení žen samoživitelek a stále výraznější feminizace chudoby jsou faktory, které zvyšují procento žen-bezdomovkyň. Ženy se snaží do poslední chvíle udržet situaci jako veřejně přijatelnou, oproti mužům více pociťují osobní selhání a následnou stigmatizaci okolní společností. Často raději setrvávají v násilnických vztazích nebo účelově navazují krátkodobé známosti, jen aby nepřišly o dítě nebo se nedostaly do ještě horšího prostředí ulice s vidinou častých fyzických, slovních a sexuálních útoků ze strany silnějších mužů. Příčinou bezdomovectví žen však nebývá jenom chudoba a násilí, ale také třeba závislost, psychiatrická diagnóza, věk nebo prožité trauma.
Z fotografií Jindřicha Štreita je cítit bezdomovectví jako reálný a ohrožující sociální jev, a zároveň jako niterný stav duše. Důvody bezdomovectví jsou individuální a pro většinovou společnost mnohdy nepochopitelné. Nepříjemného pocitu, že i my se podílíme na sociální nespravedlnosti tohoto světa, se zbavujeme opakovanou mantrou, která nás utvrzuje v přesvědčení, že si bezdomovci za stav věcí mohou sami.
Štreitovy naturalistické obrazy výtvarným pojetím silně evokují Bruegelovy malířské eseje a zasáhnou diváky svou specifickou spiritualitou, srovnatelnou s biblickými či mytologickými příběhy. Autor portrétuje bezdomovce ve všech možných podobách jejich existence bez patosu a idealizace; cítíme především shovívavost a pochopení situace.
Humanistické poselství fotografa Jindřicha Štreita o životě bezdomovců je obdařeno autorovou schopností empaticky přistupovat k lidem na okraji. Štreitovy fotografie nás zároveň motivují k přemýšlení o vratkosti, nevyzpytatelnosti a hodnotách vlastního života.

### Ruka v ruce
Organizace Ruka pro život poskytuje sociální služby lidem s mentálním a kombinovaným postižením, včetně lidí s poruchami autistického spektra a seniorům. Lidé s tímto postižením stále nejsou dostatečně zastoupeni v naší společnosti a často se potýkají s finančními problémy a nejistou budoucností. Pro lidi s poruchou autistického spektra stále neexistuje dostatek sociálních služeb, které by jim mohly nabídnout pomoc a zabezpečit všechny potřeby. Cyklus s názvem „Ruku v ruce – touha je zázrak“ je zakončením dlouhodobého projektu této organizace a Jindřicha Štreita, který po celý rok 2016 fotografoval uživatele ve třech sociálních službách v Brně, Praze i Litomyšli. Cílem bylo ukázat život lidí s tímto postižením široké veřejnosti a upozornit na jejich situaci.

### Cykly

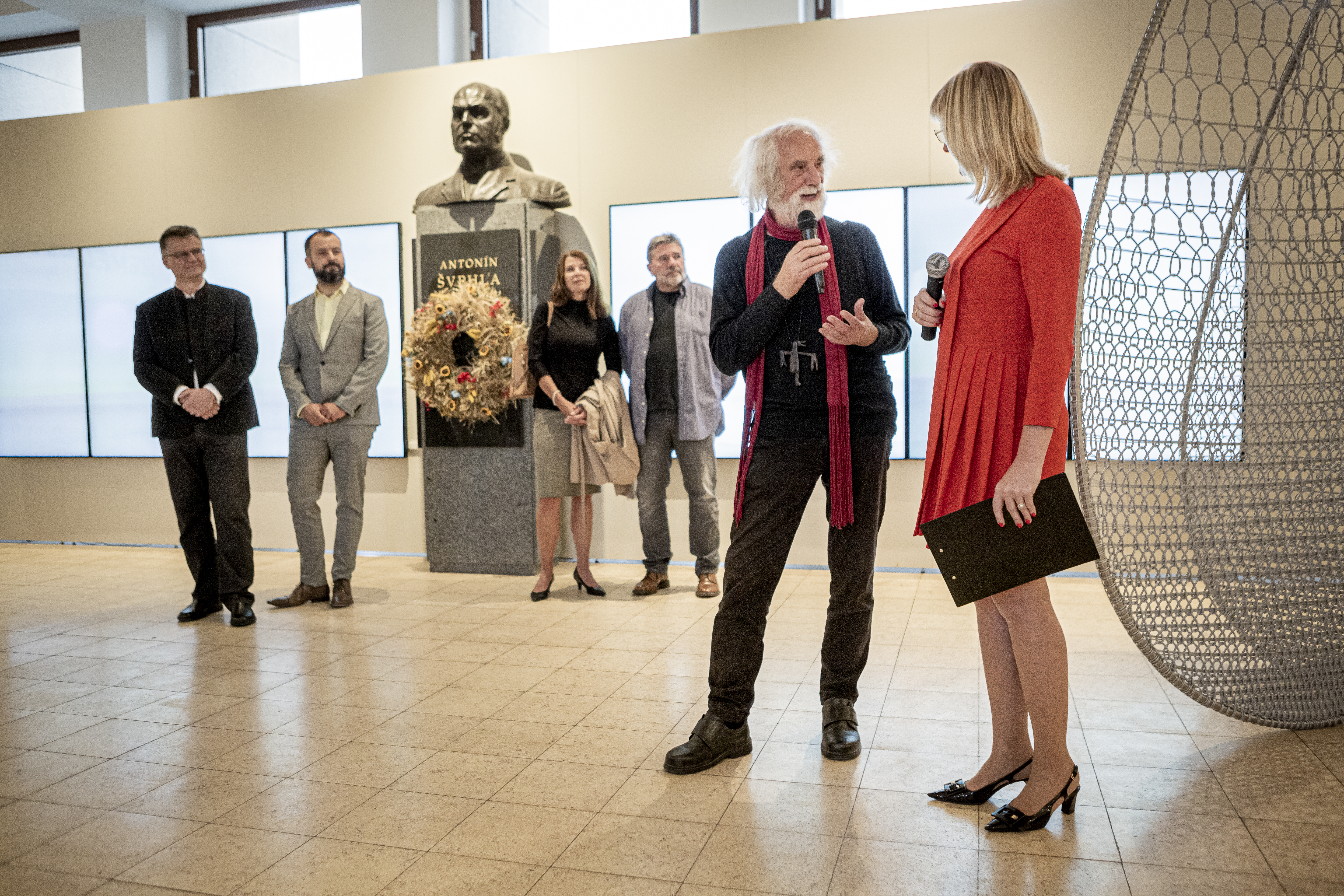
Jindřich Štreit hovoří na vernisáži výstavy Cykly v Národním zemědělském muzeu, 19. září 2019

Dne 19. září 2019 zahájil autor v Národním zemědělském muzeu výstavu Cykly, která trvala v NZM celý rok a potom se přesunula do Ostravy. Je o zemědělství před Sametovou revolucí v konfrontaci se současností. Výstava obsahuje více než 170 velkoformátových snímků a patří k autorovým největším expozicím. Veškeré snímky na výstavě byly veřejnosti představeny poprvé a sledují změny za posledních více než 30 let. Změny v krajině, klimatických poměrech, společenských okolnostech, strojích a technologiích, ale sleduje i lidi, kteří se zemědělským činnostem věnují. Zobrazovaná oblast je přibližně vymezena městy Šumperk, Rýmařov, Bruntál, Šternberk, Litovel, což je prostředí, které autor důvěrně zná. Barevné snímky vznikly v průběhu roku 2018, a to opět na Bruntálsku a Olomoucku – ve farmách a družstvech jako například Tvrdkov, Ruda, Dlouhá Loučka, Paseka, Plinkout, Uničov, Babice, Krákořice, Mladějovice, Újezd u Uničova, Komárov, Řídeč, Troubelice, Medlov nebo Nové Zámky.

### Na urgent!
Za nejtěžší téma, které kdy zpracovával, považuje autor domácí hospic. Oslovila jej také olomoucká nemocnice, kde vznikl cyklus Na urgent! (2019), aby divákům fotografie ukázaly, co se skutečně na urgentním příjmu děje. Výstava mapuje každodenní zodpovědnou a náročnou práci týmu Oddělení urgentního příjmu FN Olomouc. Urgent se denně věnuje asi dvěma stům pacientů. Poskytovaná péče sahá od neakutních onemocnění a zranění až po primární ošetření a zajištění životních funkcí u bezprostředního ohrožení života nebo zásah při hromadném výskytu zraněných, například v rámci mimořádné události. Zdravotníci často suplují práci praktických lékařů, protože lidem se nechce čekat na objednání. Přesto bývají terčem komentářů frustrovaných pacientů, jejich stížnosti však vycházejí z neinformovanosti. A to se snažila FN výstavou změnit. Jindřich Štreit fotografoval cyklus v zařízení pro handicapované a tělesně postižené, děti s autismem a také ty, kteří se o ně starají. Po pětapadesáti letech fotografování sociální problematiky k tomu autor poznamenává, že fotograf musí být v takových situacích velmi angažovaný, ale na druhé straně zároveň trochu nad věcí, aby nepodlehl emocím. Je důležité pohlídat si tuto hranici, aby fotograf nesklouzl do sentimentu, ale zároveň nikomu neuškodil. Důležité je navázat osobní vztah a hlubší kontakt. Trávit s fotografovanými čas a dlouhou dobu sledovat jejich život. V opačném případě vzniknou jen velmi povrchní fotografie.
 Úroveň státu se pozná podle toho, jak se stará o handicapované a staré lidi.

### Ze tmy ke světlu
Při práci na cyklu Ze tmy ke světlu měl autor jedinečnou možnost navštěvovat věznice, být s vězni a kaplany, zachytit jejich trpké i šťastné okamžiky, chvíle pochyb, prozření a nalézání sebeúcty, účastnit se bohoslužeb a přinést o tom svědectví. „Život mi nabídl poznání duševního stavu, který jsem zde zachytil. Jestliže prožiji tak silné emoce, snažím se je pochopit, ztvárnit a předat.“

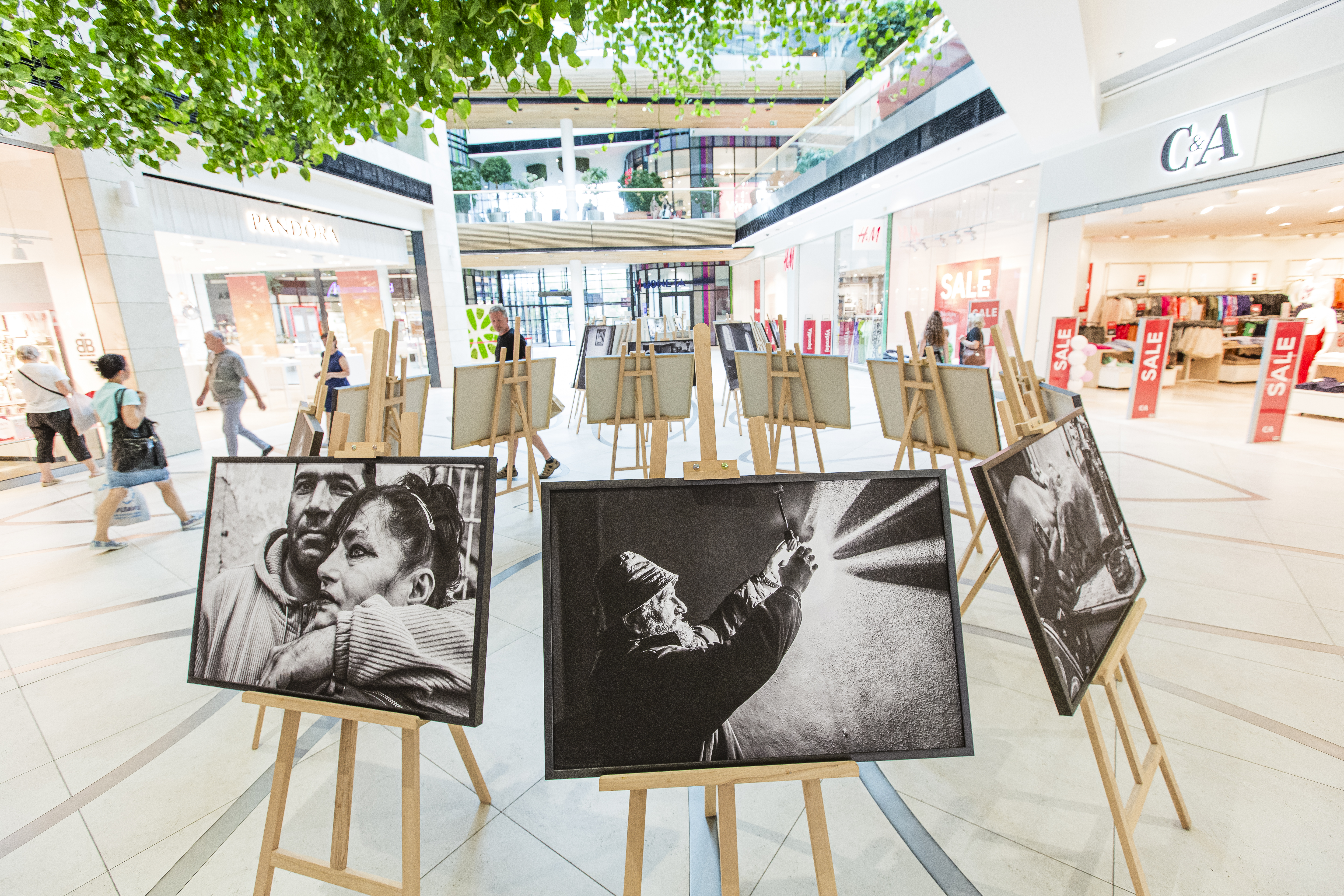
Výstava pěti cyklů Jindřicha Štreita v Galerii Šantovka v Olomouci, 2023

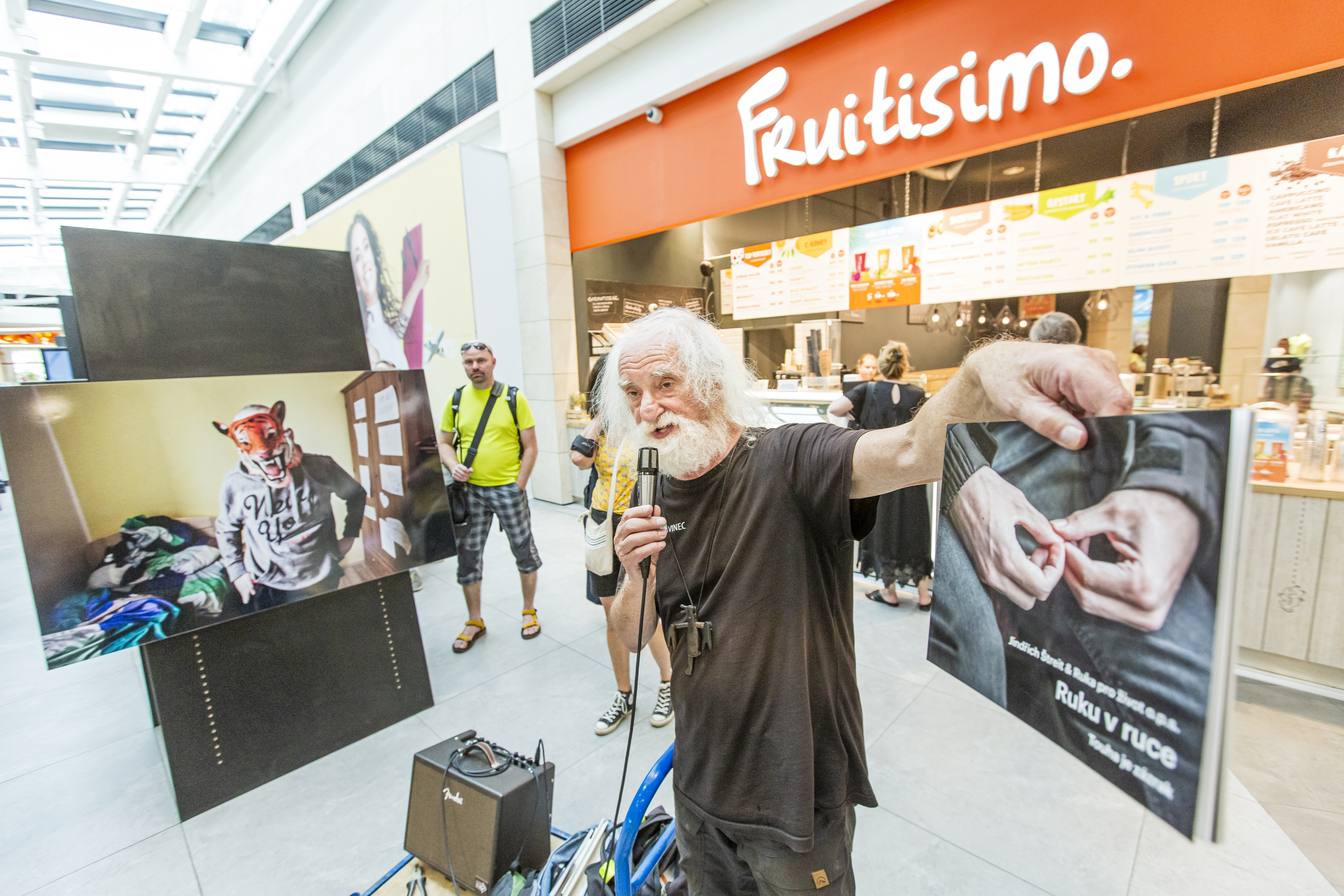
Výstava pěti cyklů Jindřicha Štreita v Galerii Šantovka v Olomouci, 2023, komentovaná prohlídka

### Být doma
Cyklus Být doma / Paliativní péče prezentuje výběr fotografií z knihy Být doma, která byla vydána na podzim 2022. Fotografie byly pořízeny v letech 2020 a 2022 v oblasti působnosti Charity Šumperk, ale podobné obrázky terénní paliativní péče by mohly vzniknout kdekoliv v České republice. Série fotografií byla vytvořena především pro podporu rozvoje domácí specializované paliativní péče.

## Technika a vybavení
Jindřich Štreit začínal s malým německým přístrojem Velta. Potom krátce pracoval s přístrojem Kiev, po příchodu do Sovince začal pracovat s aparátem Nikkormat. Po roce 1989 si koupil Nikon FM 2, a jako honorář za svůj první fotografický projekt, dokumentaci městečka Saint-Quentin na sever od Paříže na začátku 90. let, dostal Leicu M6. Těmto dvěma přístrojům byl více než deset let věrný. „Leicu mám v tašce pořád, ať jdu kamkoli, stále ji mám v pohotovosti. FM 2 beru tehdy, když jdu někam pracovat.“ U Leiky pracuje s objektivem 35 mm, u Nikonu používá 28mm objektiv. Dává přednost pevným objektivům, zoom nepoužívá. Jako většina českých fotografů před revolucí získával východoněmecký materiál ORWO, pak pracoval převážně s filmy Ilford Pan, ve Francii pracoval s Kodakem Trix. Pracoval s filmy o citlivosti 400 ASA, někdy je exponoval jako 800 ASA. Filmy už od poloviny devadesátých let z nedostatku času nevyvolává, ale vždy si najde někoho, kdo filmy podle jeho instrukcí vyvolá.
Naopak zvětšeniny snímků si Štreit připravoval výhradně sám. Pracuje na formát 30×40 cm, výjimečně tiskne fotografie na plotru. Pro zvětšování používá materiál značky Foma. „Vyhovuje mi po všech stránkách. Chybí mu kultivace, a to je přesně to, co mé fotografie potřebují. Nebylo by dobře, kdyby se mé snímky objevily na materiálech s nějakým ušlechtilým povrchem, s matnou nebo rastrovou úpravou,“ dodává Štreit. Dodnes pracuje tradičním postupem: zvětšuje na lesklé barytové fotopapíry na papírové podložce. Ty po vyprání vypíná – nalepuje klihovou lepicí páskou na sklo a nechává je vyschnout a tím získává přirozený povrch. S klasickým fotoaparátem a černobílými filmy pracoval ještě v roce 2006. U digitálního fotoaparátu mu v té době vadilo velké zpoždění mezi zmáčknutím spouště a expozicí. „Vteřina nebo půlvteřina je pro dokumentaristu celé století.“ Možná by mě s digitálem osvobodilo, kdybych se nemusel ohlížet na počty filmů, které vyfotím. Ale takto mám úctu k materiálu a možná by mě to odvádělo od koncentrovaného myšlení.
Autor preferoval ruční zvětšování, hru se světlem a vývojkou ve fotokomoře. „K digitální zvětšenině docházíte uměle, bez doteku ruky, je to třeba technicky dokonalá fotografie, ale tak trochu bez života. Mnoho mých studentů s digitálem pracuje a já to plně respektuji. Je důležité, co je na snímku, ne to, čím byl vytvořen.“ Asi od roku 2000 Štreit výjimečně tiskl velké zvětšeniny na plotru. Například sérii o drogových závislostech udělal ve dvou verzích – klasicky zvětšovanou a tištěnou. Když se však po několika letech podíval na fotografii z plotru, její barva se znatelně změnila. Zvlášť to bylo vidět u fotografií, které byly černobílé. „Ale až se tyto nedostatky srovnají, bude anachronismem fotografovat na film a zvětšovat na papír“, dodává Štreit.
Po zlepšení technických parametrů, rychlosti ostření a expozice u digitálních fotoaparátů, je Štreit začal po roce 2010 při své práci také používat. Asi od roku 2016 od projektu Tichá nemoc se začínají v jeho cyklech objevovat barevné fotografie pořízené digitálně. Plně barevné jsou už série ze života bezdomovců Kde domov můj, z mobilního domácího hospicu ....s láskou a snímky ze současného zemědělství s názvem Cykly. V rozhovoru ke svým sedmdesátým narozeninám v roce 2016 prozradil: „Já bych řekl, že má průprava analogovým fotoaparátem se projevila velmi silně. Pořád hledám záběr. Pracuji s oběma typy fotoaparátů podobně a ani s digitálem nijak množství nepřeháním, jde mi pořád o stejnou věc.“
V létě roku 2019 prozradil, že přechod z klasické techniky na digitální byl pro něj opravdu složitý. Přes půl století pracoval s Leicou a výhradně černobíle. Rozhodně tvrdil, že digitálně nebude fotografovat nikdy. Technika ale šla neúprosně dopředu, a tak se tomu musel přizpůsobit i on. Fotografuje barevně, i když někdy také využívá toho, že snímky lze převést do černobílé. Vydal například knihu o šenovském kostele, která je černobílá.

## Kompozice
Jindřich Štreit při práci v terénu nepoužívá profesionální fotografickou brašnu, ale běžnou tašku, do které se vejde vše, co ke své práci potřebuje. Je tak méně nápadný a lépe zapadne do prostředí, ve kterém se pohybuje. „Když už se dostanu do situace, o které cítím, že je nosná a slibuje zajímavé snímky, snažím se ji vyčerpat. Motiv obcházím, fotografuji z různých úhlů, hledám. Snažím se těžit ze zajímavé situace, dokud trvá, protože v dokumentu nic nevrátím.“ Štreit se věnuje dlouhodobým projektům trvajícím měsíce, roky, i celá desetiletí. Na místa se opakovaně vrací a fotografie pořizuje znovu a znovu. Například projekt Třinecké železárny dělal rok, trávil tam dny i noci, třeba i celý týden v kuse.
Někdy z filmu uděláte dvě dobré fotky a jindy nemáte na dvaceti filmech nic. Ale když to hrubě zprůměruji, potřebuji na jednu vystavenou fotografii asi pět filmů.
Jindřich Štreit
Jindřich Štreit se vždy snaží, aby nikoho na fotografiích neponižoval, nedegradoval a nedotkl se ho. Dodává: „I když někoho fotografuji, jak žije v marasmu, chci najít jiskřičku toho pozitivního. Moc bych chtěl, aby si pak diváci řekli, že život má vždycky řešení, že to není na mašli. Kdyby to tak bylo, udělal jsem kus práce.“

## Ceny a ocenění
Obdržel Cenu města Olomouce za rok 1999 v oblasti výtvarné umění. V roce 2006 mu bylo uděleno ocenění Medaile Za zásluhy I. třídy při příležitosti státního svátku vzniku samostatného Československa. Dne 18. září 2009 byl prezidentem Václavem Klausem jmenován profesorem pro obor volné a užité umění. Dne 2. října 2014 od VŠVU v Bratislavě obdržel čestný doktorát (dr. h. c.) jako jediný fotograf v Česku a na Slovensku. V březnu 2019 byl prvním nositelem ceny Jantar za celoživotní dílo. V listopadu 2022 mu byla udělena cena Osobnost Moravskoslezského kraje. Při příležitosti Dne české státnosti 28. 9. 2023 obdržel v Senátu PČR za svou práci Stříbrnou medaili předsedy senátu. Ta je udělována významným osobnostem z řad vědců, umělců, sportovců a dalších veřejných činitelů, kteří vynikají ve svých oborech nebo svými zvláštními činy či schopnostmi.

## Výstavní činnost
Jindřich Štreit každé léto organizuje výstavní expozice na hradě Sovinec. Je členem Sdružení Q Brno, Spolku olomouckých výtvarníků, Aktivu volné fotografie při Pražském domě fotografie a Umělecké besedy v Praze. K roku 2023 realizoval 1568 autorských výstav a mnoha kolektivních se zúčastnil, je autorem 98 publikací. Je zastoupen v nejvýznamnějších sbírkách v Čechách i ve světě a bylo o něm natočeno několik filmů.

### Vybrané výstavy
Jindřich Štreit připravil k roku 2023 více než 1568 autorských výstav v České republice i v zahraničí a mnoha skupinových se zúčastnil. Je zastoupen v nejvýznamnějších sbírkách v České republice i ve světě.
- 1967 – VŠ klub, Olomouc.
- 1974 – Divadlo hudby, Olomouc.
- 1975 – Galerie v podloubí, Olomouc.
- 1977 – Závodní klub, Uničov.
- 1979 – FOTOCHEMA, Ostrava.
- 1981 – Činoherní klub, Praha.
- 1988 – Komorní galerie fotografie HDKO, Bratislava.
- 1989 – Dům umění, Brno, Výstavní síň Fotochema, Praha.
- 1990 – Sovinec. Side Gallery, Newcastle (Anglie).[31]
- 1991 – Mai de la photo, Reims (Francie).
- 1992 – Pražský dům fotografie, Praha, Saint Quentin (Francie).
- 1993 – Špálova galerie, Praha, Studio Mehta, Michigan (USA), Galerie 4, Cheb.
- 1994 – Forum Stadtpark, Štýrský Hradec (Rakousko), Magyar Fotográfiai Muzeum, Kecskemét (Maďarsko), Tokijské muzeum fotografie, Tokio (Japonsko), Ľescale Brieux, Lorient (Francie).
- 1995 – Galerie Caesar, Olomouc, Shibukawa, Dům umění, Brno, Städtische Galerie, Wertingen (Německo), Niederösterreichisches Landesmuseum, Vídeň (Rakousko), Regionální muzeum, Mikulov.
- 1996 – Galerie Mánes, Praha. Zámek Kravaře, Galerie Sztuki, Kłodsko (Polsko). Městská galerie, Šternberk.
- 1997 – Galerie V kapli, Bruntál.
- 1998 – Lidé z Akagi. Moravská galerie v Brně, Brno.

1999
- Na konci světa. Burjatsko, Sibiř. Galerie Jiří Švestka, Praha.
- Galerie G, Olomouc – Menschen der Region. České centrum, Berlín.
- Zabavené fotografie. Pražákův palác, Moravská galerie v Brně, Brno.

2000
- Hommage á Jean Messagie. Montbéliard, Museé du Chateau.
- Cesta ke svobodě. Gerardmer, Galerie města. Vídeň, Galerie auf der Pawlatsche.
- Die Andere Stadt. Weiden, Galerie Hammer a Herzer.
- People of The Olomouc Region. New York, Soho Photo (USA). Cedar Rapids, National Czech a Slovak Museum.
- Konfiszierte Fotografie. Wolkersdorf, Schloss.
- Ľudia očami Jindřicha Štreita. Košice, Fotogaléria NOVA.
- Fotografie z kraje písku. Budapešť, Galerie Budapest.
- Fotografie. Thun, Klubschule Migros (spolu s E. Sobkem).
- Fotografie J. Štreita. Moskva, České centrum.

2001
- Brána naděje. Veenendaal, Salvatorkerk (reprízy Frankfurt nad Mohanem, Wiesbaden, Galerie Opera, Ostrava).
- Jindřich Štreit. Valangin NE Suisse, La Galerie du Moulin de la Tourelle. Photographies, Langon, Centre culturel des Carmes.
- Vesnice je svět. Haarlem, Provinciehuis. Brusel, Centre Tchéque.
- Ve znamení kruhu + Cesta ke svobodě. Mistelbach, Aktion Museum.
- Lidé olomouckého okresu. Národní zemědělské muzeum, Praha.
- Cesta ke svobodě. Galerie města Plzně, Plzeň.
- Lidé Třineckých železáren. Galerie Václava Špály, Praha.
- Mezi námi. Galerie Caesar, Olomouc. Místodržitelský palac, Moravská galerie v Brně, Brno.

2002
- Lidé z kraje písku. City Gallery, Pécs; Muvészetek Háza, Eger (oboje Maďarsko).
- Katholische Akademie, Mnichov (spolu s Adrienou Šimotovou).
- Vesnice je svět. Prospekto Fotografijos Galerija, Vilnius; Fujifilm Fotografijos Galerija, Kaunas (oboje Litva).
- Jindřich Štreit: Dans le cadre de Bohemia Magica, Le Château d'Eau, Toulouse.[32]
- Mezi námi. Cesty života. Brána naděje, Praha.
- Fotografie. Gallery Langův dům, Frýdek-Místek.
- Za oponou. Národní muzeum, Praha.
- Fotografie z kraje písku. Nová radnice, Praha.
- Jindřich Štreit – Tvorivé dielne na Slovensku. České centrum, Bratislava.

2003
- Cesta ke svobodě. Theatre Ludus, Bratislava. Czabai IFIHAZ, Békéscsaba (Maďarsko). Theatre Baj Pomorski, Toruň (Polsko).
- Lidé olomouckého okresu. Kulturplatz, Münsingen (Švýcarsko).
- Daleko od domova. Czech Centre, Novorossijsk, Moskva.
- Beziehungen. Fotogalerie Friedrichshain, Berlín.[32]
- Das Tschechische Dorf. Tschechisches Zentrum / Czechpoint, Berlín.[32]
- Interpretace. Galerie Caesar, Olomouc.
- Úcta k životu. Church of St. Cyril and Methodius, Přerov.
- Svět dětí. Galerie Auritius, Tábor.
- Cesty života. Galerie Perseus, Olomouc.
- Viděno srdcem. Olomouc.
- Lidé mého kraje. Muzeum Bruntál.

2004
- Lidé z kraje písku. Hungarian Cultural Centre, Helsinky.
- Vztahy. Czech Centre, Dresden; Palais für aktuelle Kunst, Glückstadt, Německo; Neumünster, Německo.
- Lidé ledkových dolů. Maison de l'Alsace, Paříž.
- The Village is a Global World. Side Gallery, Newcastle.[31]
- Mezi námi. Galerie Měsíc ve dne, České Budějovice.
- Život na zámku. Galerie Patro, Olomouc.
- Tak blízko, tak daleko. M.E.C.C.A., Terezín. Divadlo, Karlovy Vary.
- Tváře za zdí. Galerie Kritiků, Praha.
- Lidé mého kraje. Galerie Fiducia, Ostrava; Praha.

2005
- Jindřich Štreit. Blue Sky Gallery, Portland.[32] Photo-Forum, Bozano.[32] Galerie litevského parlamentu, Vilnius.
- Ein tschechisches Universum, Gallery Fotoforum, Innsbruck.[32]
- Czech Universum. Photogallery, Bolzano, Itálie.
- So near and yet so far: Photographs from Chechnya and Ingushia. Gallery Vapriikki, Tampere, Finsko.[32]
- Tak blízko, tak daleko. Museum Kampa, Praha.
- Vztahy. Galerie 4, Cheb.
- Cesta k člověku. Minoritský klášter, Opava.
- Fotografie J. Štreita ze sbírky Moravské galerie. Moravská galerie v Brně, Brno.[32]

2006
- Vztahy. Gallery ZPAP Pryzmat, Krakov.
- Jindřich Štreit. Galeria BWA, Bílsko-Bělá, Polsko. Hrad Sovinec. Galerie Zdeněk Sklenář, Praha.
- Sovinec. Centrum Kultury Zamek, Galeria Fotografii PF, Poznaň.[32]
- Jindřich Štreit. European Parliament, Brusel. Slovenská národní galerie, Bratislava. House of Arts, Ostrava. Orlická galerie, Rychnov nad Kněžnou.
- Jindřich Štreit: Fotografie, které mám rád. Ostravské muzeum, Ostrava.
- Vzpomínky. Malá galerie, Kladno.

2008
- Das Dorf ist eine Welt. Fotografien. Museum Moderner Kunst Stiftung Wörlen, Pasov (Německo).[32]

2010
- Pozvání. Knihovna Univerzity Palackého v Olomouci, Olomouc.

2013
- Chlévská lyrika, Národní zemědělské muzeum, Praha.
- Brána naděje, Galerie Michalský dvůr, Bratislava. Dělnický dům, Odry. Horácká galerie, Nové Město na Moravě. Galerie Carrafova věznice, Prešov. Galerie Kasárna, Košice.
- People of Vitkov, The Atrium of The Hague City Hall, Haag.
- Abnormalizacija, Župnijska cerkev Marija, Mati Cerkve, Maribor. Galerija Srečišče, Hostel Celica, Ljubljana.
- Jedno světlo, Muzeum umění a designu, Benešov. Konvent, Mikulov.
- Ocelový svět, Vlastivědné muzeum, Olomouc.
- Cesta ke svobodě, Galerie H, Jablonec nad Nisou.
- Alsasko, Lidé ledkových dolů, Café au Chat noir, České Budějovice.
- Jsme ze stejné planety, Malá scéna, Ústí nad Orlicí. Kulturní dům, Mladá Boleslav.
- Skrze hříchy do nebe, Dům umění, kostel sv. Václava, Opava.
- Het leven tussen zwart en wit, Het Apeldoorns Centrum, Apeldoorn.
- Jindřich Štreit, Dom umenia, Piešťany.
- Člověk člověku člověkem, Novoměstská radnice, Praha.
- Oberon, Muzeum města, Ostrava.

2014

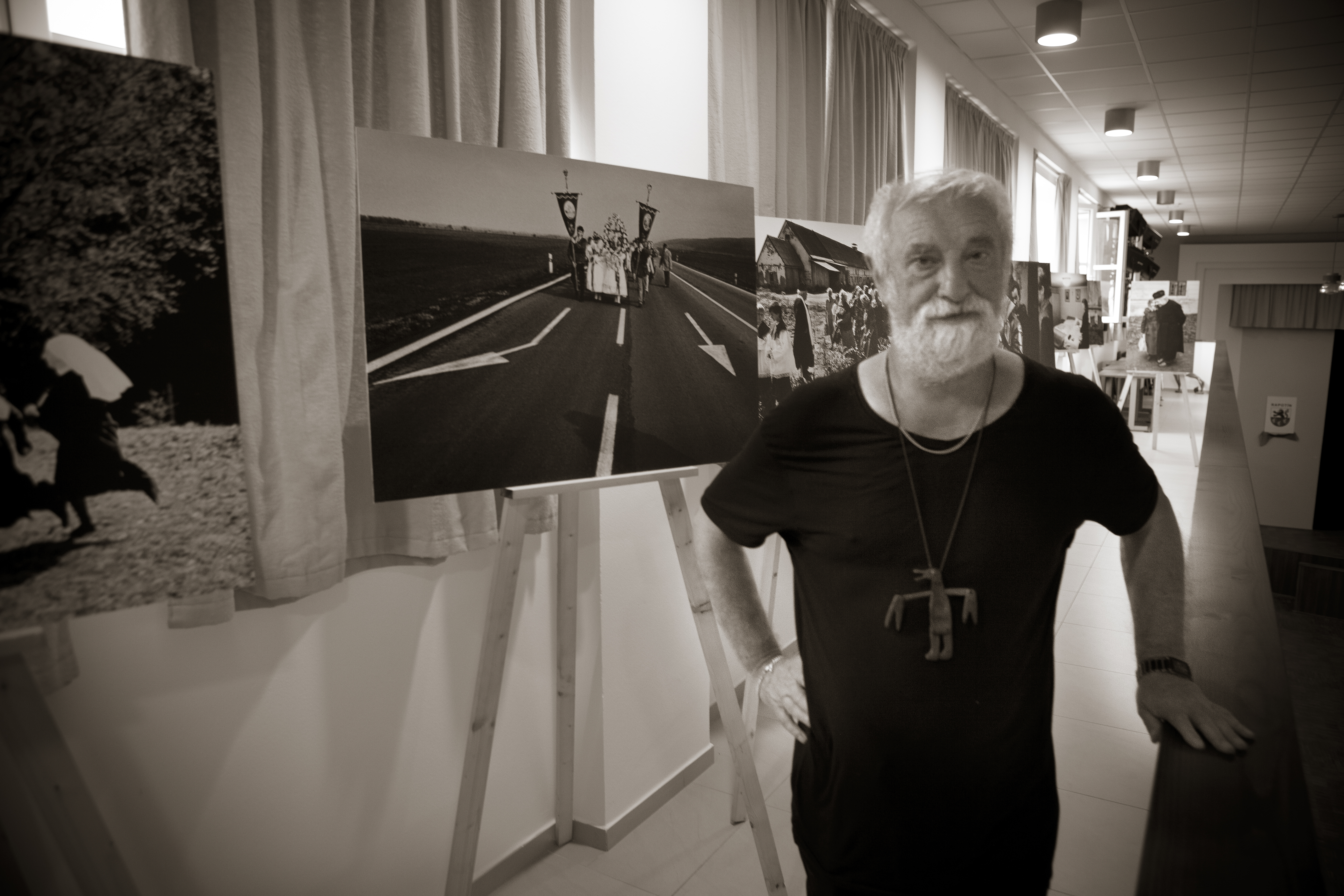
Jindřich Štreit, vernisáž výstavy Brána naděje, Rapotín, srpen - září 2014

- 1965 -2005, Fotografie, Terapeutické centrum, Trnava.
- Umení ducha, Jezuitská kaple Sedmibolestné P. M., Piešťany.
- Lidé Vítkovska, Červený kostel, Hlučín. Salon Maryška, Bohumín. Slezská univerzita, Karviná.
- Lidé z Podlesí, Galerie, Volyně. Kulturní dům, Dolní Újezd.
- Brána naděje, Výstavní síň Kostnice, Rožnov pod Radhoštěm.
- Divadelní svět, Divadlo Oskara Nedbala, Tábor.
- Lidé třineckých železáren, Slezská univerzita, Těšín.
- Jsme ze stejné planety, Komunitní centrum Zahrada, Praha. Festival Colour, Meeting, Polička. Galerie Adalbertinum, Hradec Králové. Baťův institut, Zlín. Katolická univerzita, Eichtadtt, Ingolstadt.
- Benediktini, galerie Auritus, Tábor.
- O posledních věcech člověka, Dům u Beránka, České Budějovice.

2015
- Rodina, Kafe Amadeus, Muzeum umění Olomouc.
- In optima forma, Turčianska galéria, Martin, Slovensko.
- Jsme ze stejné planety, Galerie Ve Věži, Mělník. Park Velká Bystřice.
- Plakáty, Vila Lucis, Šumperk.
- Domov bez domova, Piazetta u Národního divadla, Praha. Dům umění, kostel sv. Václava, Opava. Městský úřad, Tábor.
- Skrze hříchy do nebe, Výstavní síň města, Bardejov.
- Tak blízko, tak daleko, Galeria na poddaszu, Prudnik, Polsko.
- Skrze hříchy do nebe, Společenský sál DK, Stropkov, Slovensko.
- Brána naděje, kostel Povýšení sv. Kříže, Jihlava.
- Fotografie, Galerie Chodba, Lužanky, Brno.
- Foto View Czech Republic, Landskrona, Švédsko.
- Kde domov můj? Auritus, Tábor. České centrum Sofie, Bulharsko. Kostel sv. Michaela, ambity, Olomouc.
- Retrospektiva, SOIZ, Passov, Německo.
- Černá srdce, Citadela, Valašské Meziříčí.
- Držíme spolu, lázně Klimkovice.
- Romské děti, Flemichova vila, Krnov.

2016
- Kde domov můj, Galerie Mariánská, České Budějovice. Galerie Gabrovo, Bulharsko. Galerie na radnici, Vrbno pod Pradědem. Městská galerie, Otrokovice.
- Držíme spolu, Muzeum, Ostrava. Krajský úřad Moravskoslezského kraje, Ostrava. Vlastivědné muzeum, Mánesova galerie, Olomouc.
- Brána naděje, Muzeum, Napajedla.
- Jsme ze stejné planety, Americké centrum, Praha. Jedličkův ústav, Praha.
- Občané, Galerie sociální fotografie UP, Olomouc.
- Jsme ze stejné planety, Instituto Cervantes, Praha. Festival Jeden svět, Vítkovice. Nábřeží na Příkopech, Blatná.
- Ejhle, domov, Galerie města Třince, Třinec.
- Fotografie, Obecní dům, Dolní Bojanovice.
- Hledání domova, Galerie Jiřího Jílka, Šumperk.
- Ne/známé fotografie 1978 – 1989, Muzeum umění, Olomouc.
- Romské děti, Auritus, Tábor. kostel Letohrad – Orlice.
- Služebník Boží, Brána naděje, kostel a fara Šenov.
- Děti země, Stará radnice, Vsetín.
- Domov bez domova, Galerie Opera Jiřího Myrona, Ostrava. Galerie 19, Bratislava, Slovensko.
- Lidé z blízka, Oblastní muzeum v Chomutově, Chomutov.
- Jindřich Štreit, Muzeum Slaska Opolskiego, Opole, Polsko.
- Ne/známé fotografie 1978 – 1989, galerie ZPAF, Katowice, Polsko.

2017

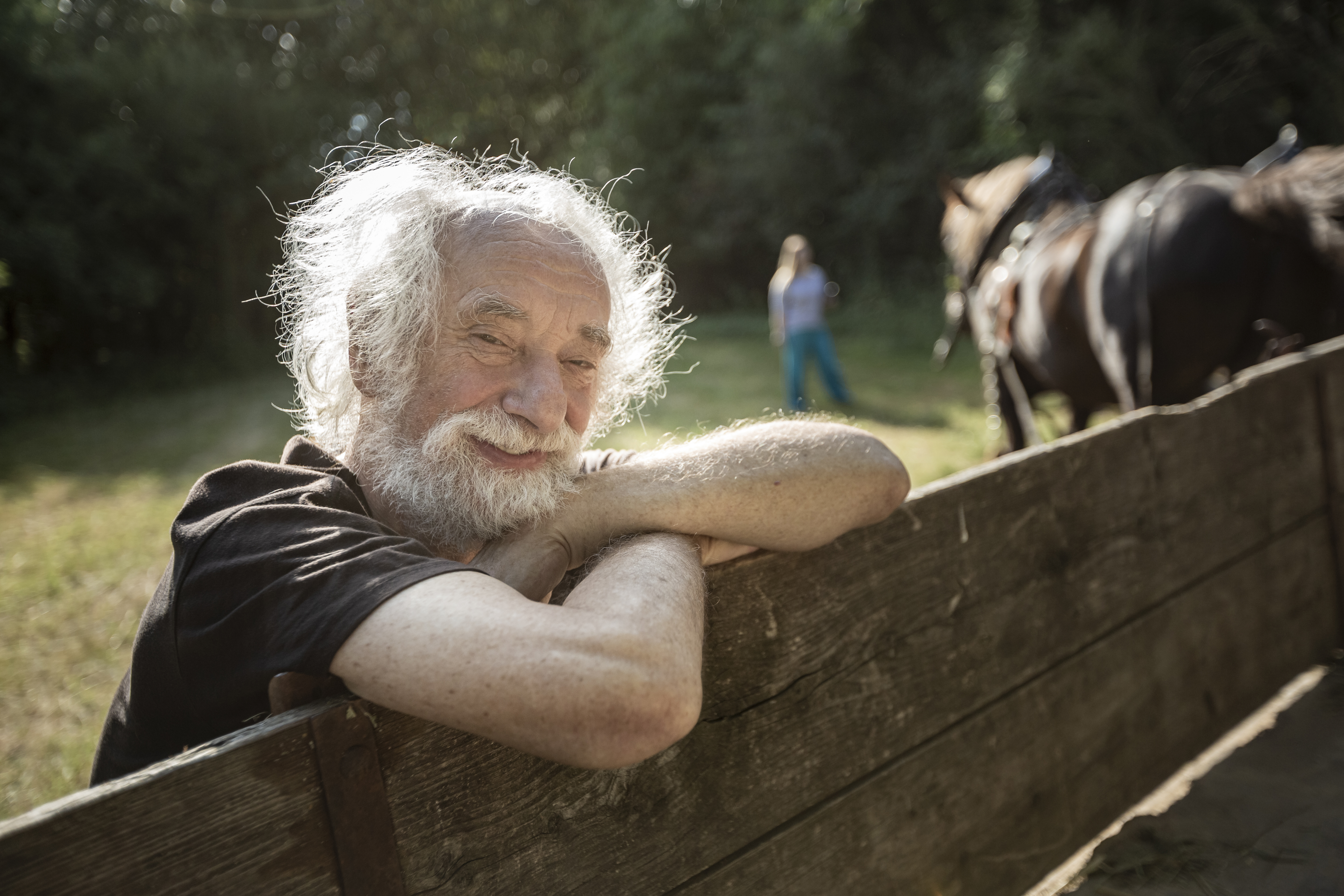
Jindřich Štreit, 2019

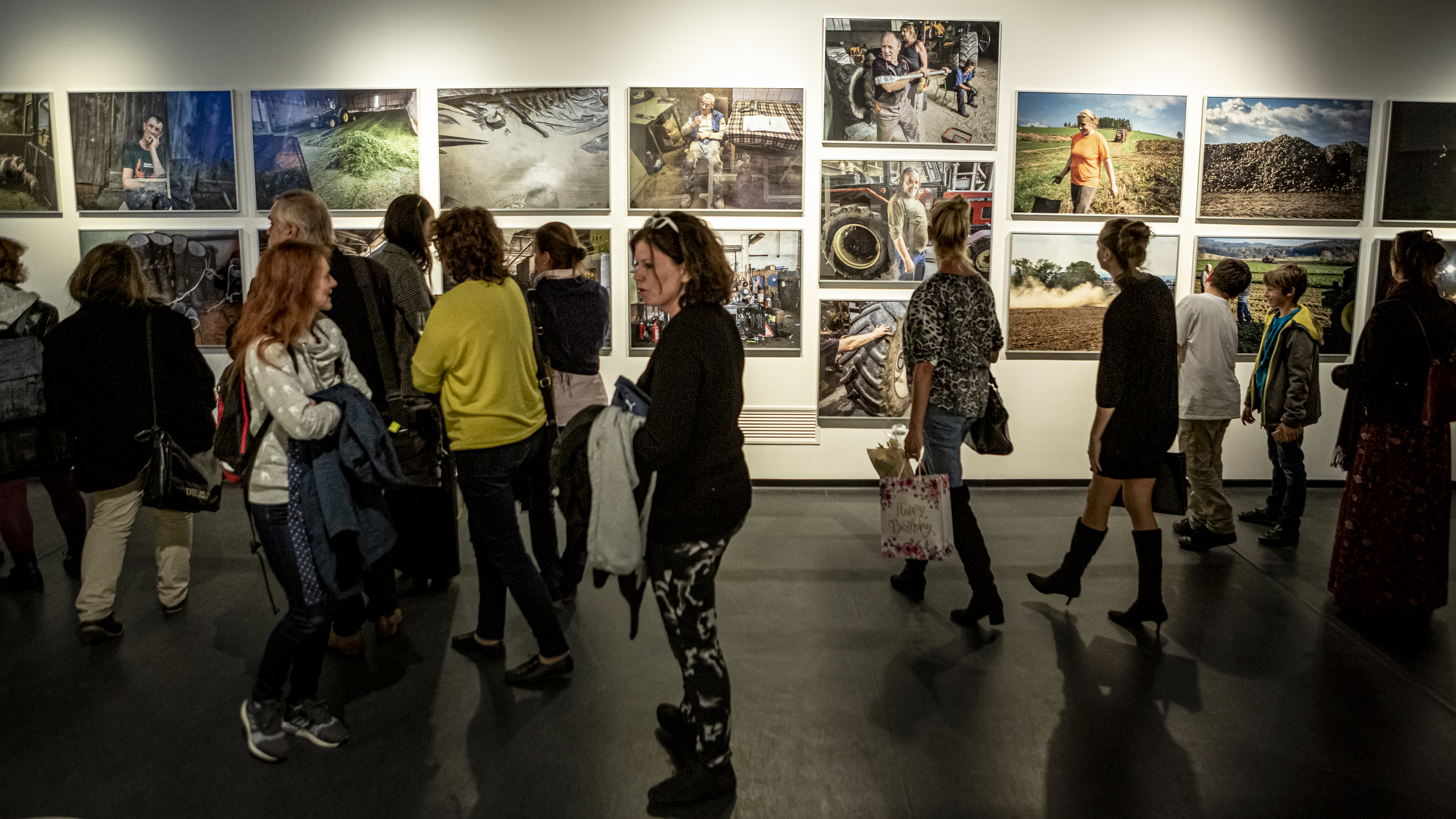
Výstava Cykly, Národní Muzeum Zemědělstvi, 2019

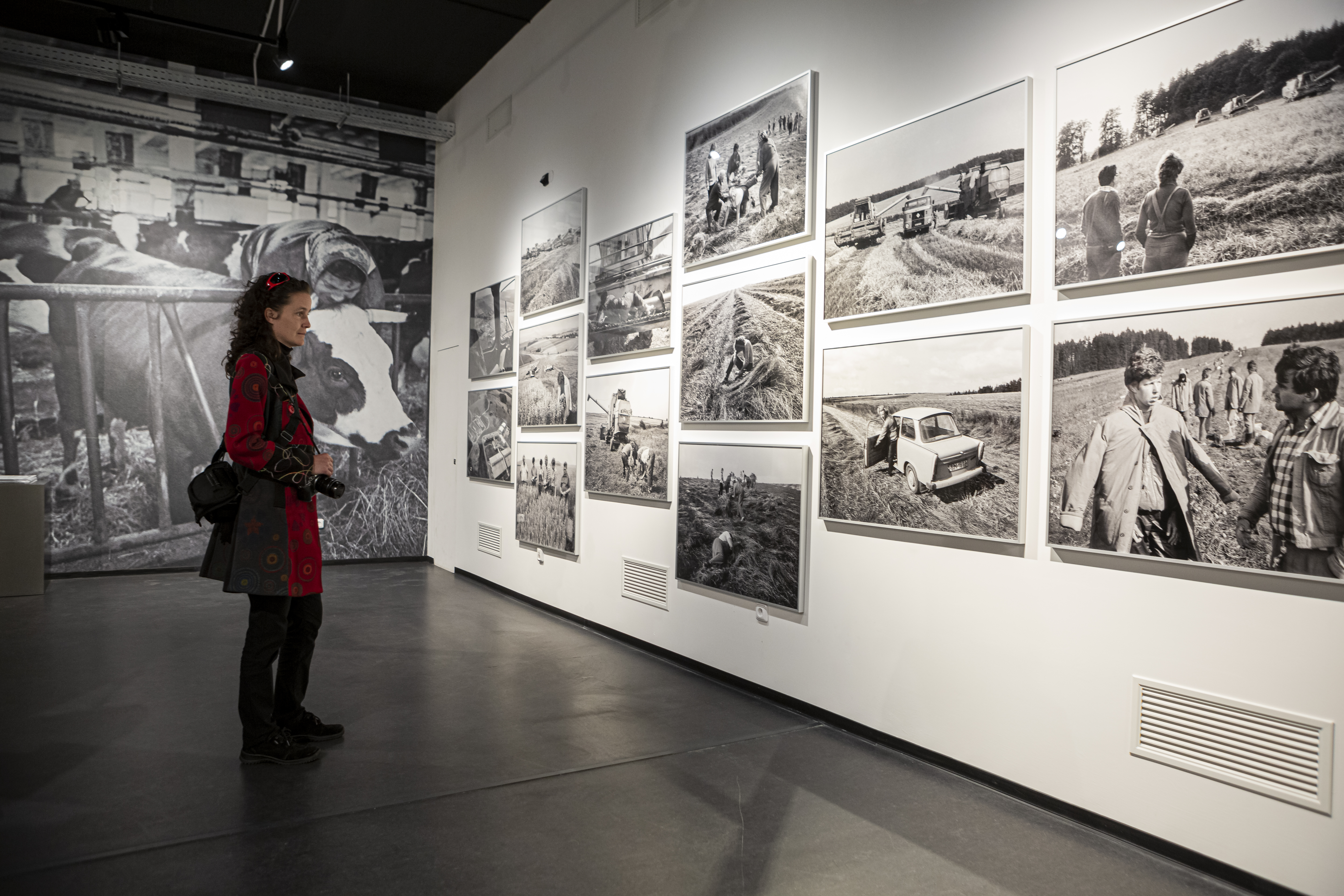
Výstava Cykly, Národní Muzeum Zemědělstvi, 2019

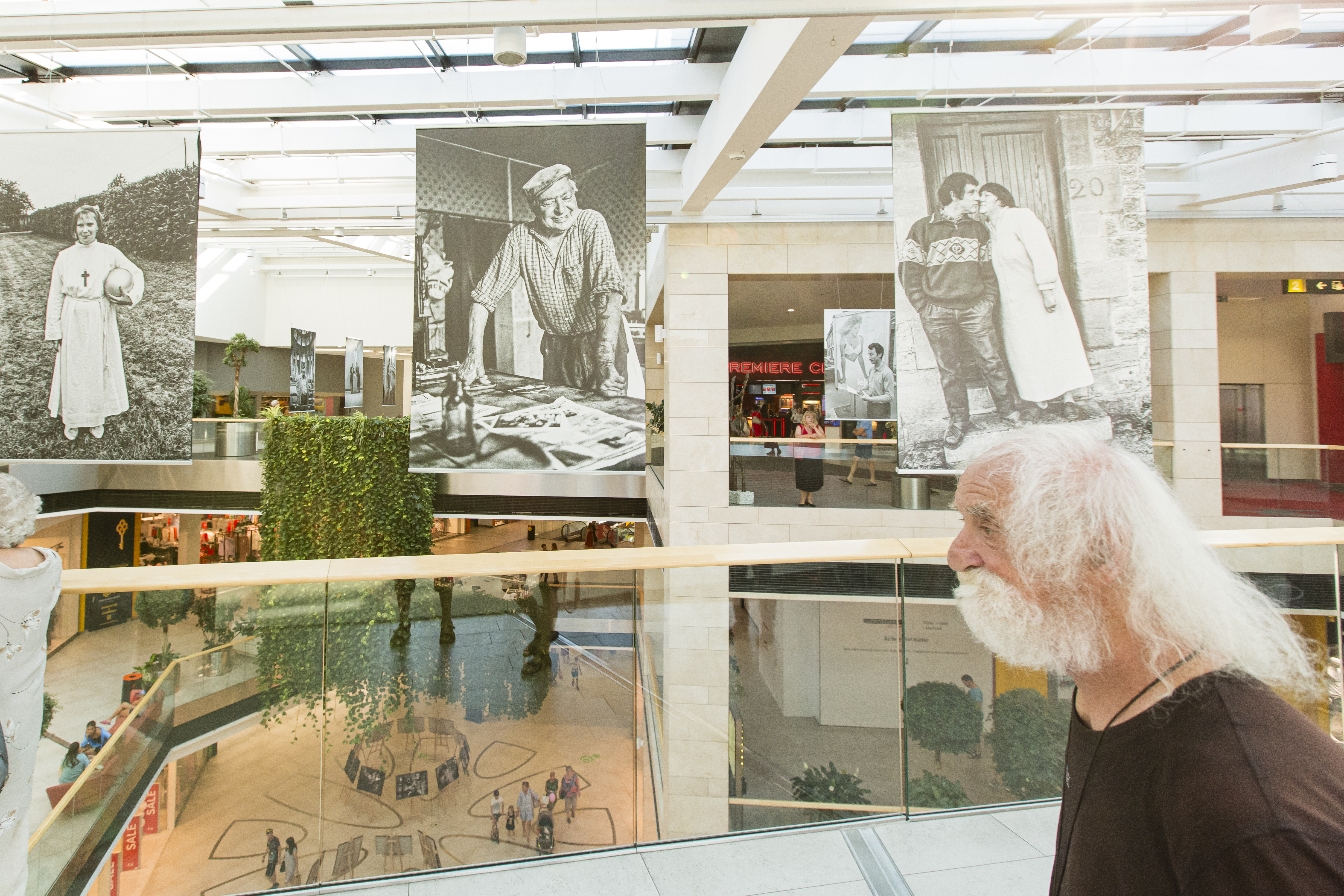
Výstava pěti cyklů Jindřicha Štreita v Galerii Šantovka v Olomouci, 2023

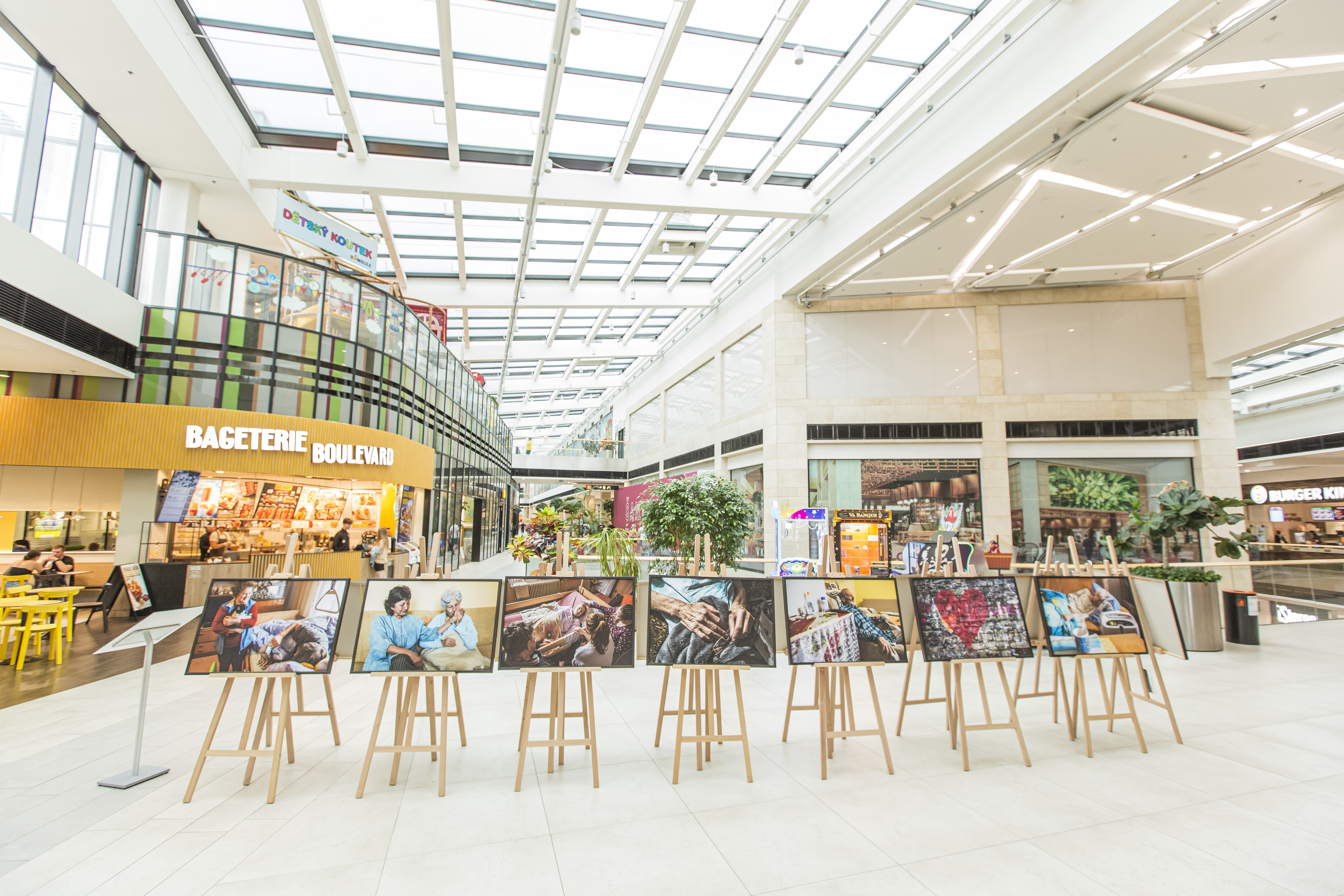
Výstava pěti cyklů Jindřicha Štreita v Galerii Šantovka v Olomouci, 2023

- Kde domov můj, Městská knihovna, Bruntál. Galerie České spořitelny, Praha. Galerie umění, Becherova vila, Karovy Vary. Galerie, Mohelnice. Galerie FONS, Pardubice. Nová Karolína, Ostrava. Farní stodola, Přibyslav.
- Jsme ze stejné planety, Farní sbor, Poděbrady.
- Uzel v životě, Kavárna Betreka, Olomouc.
- Ruka v ruce, Janáčkovo divadlo, Brno. Areál zámku a zahrad, Litomyšl.
- Fotografie, Zámecká galerie a muzeum, Jičín.
- Lidem blízko, Oblastní galerie, Chomutov.
- Život na vesnici, Městské muzeum a galerie, Lomnice nad Popelkou.
- Sovinecko, Bistum Dresden, Drážďany, Německo.
- Lidé Vítkovska, Galerie pod stromem, PORG, Ostrava.
- Venuše, Palác šlechtičen, Moravské muzeum, Brno.
- Fotografie, Galerie velvyslanectví ČR Peking, Čína.
- A život jde dál, Zámek Hradec nad Moravicí.
- Industrie, Zámek Janovice.
- Tichá nemoc, Hrad Sovinec.
- Brána naděje, Galerie, Nepomuk. kostel Panny Marie Vítězné, Praha.
- V prostoru humanity, K. Gebauer, Auritus, Tábor.
- Šance pro život, Kurfurstův dům, Přibyslav.
- Omnes in magno mundo, R. Ficik Gallery, Bratislava.
- Podoby domova, Muzeum, Zábřeh.
- Ohlédnutí, Galerie, Ioannina, Řecko.

2018
- Kde domov můj, Městská knihovna, Vyškov. Městská knihovna, Loket. Hradní galerie, Litoměřice. Galerie Svět, Ostrava. Galerie Fr. Drtikola, Příbram.
- Jedno světlo, Galerie Pekařská, Brno.
- Cesta skutků, Galerie v radnici, Příbor.
- Ruka v ruce, Sál Břetislava Bakaly, Brno.
- Umění fotografie, Galerie na radnici, Vojnův Městec.
- Světlo víry a naděje, Galerie kritiků, Praha.
- Fotografie, Galerie Kateřiny Dostálové, Olomouc.
- Naše životy, Ekocentrum Zahrada, Mladá Boleslav.
- Křížová Cesta, Stětí sv. Jana Křtitele, Ořech, Praha.
- Jsme ze stejné planety, Teologická fakulta a Dominikánský klášter Č. Budějovice.
- Obraz normalizace, Galerie Nadacia SPP, Bratislava, společně s Vladimírem Birgusem, Petrem Procházkou a Jurajem Bartošem.
- Abnormalizace, Hviezdoslavovo náměstí a Prolaica gallery, Bratislava.
- U nás, Galerie podél cesty, Lomnice u Rýmařova.
- Život Integry, Vlastivědné muzeum, Olomouc.
- Ze tmy ke světlu, Galerie Auritus, Tábor.
- Úzká je cesta, která vede do života, Senát Parlamentu ČR, Praha.
- Ohlédnutí, Makedonské muzeum současného umění, Soluň, Řecko.
- Nechci tě ztratit, Zámek, Galerie V. Chada, Zlín.

2021
- 2021 Odchod 1991, spolu s Danou Kyndrovou, Praha 6, Dejvická ulice[33]2022

- Ze tmy ke světlu. Vlastivědné muzeum Olomouc, Handkeho sál, 28.1. – 13.3. 2022.
- Století charitního díla na Moravě. Galerie Biblio Vědecké knihovny v Olomouci, 17. 2. – 12. 3. 2022
- Ukrajinci v českých zemích. Městské kino Nový Bor, 7. 4.  – 31. 5. 2022
- Brána naděje. Sál Zámečku Strání, 20. 2. – 30. 3. 2022
- Brána naděje. Katedrála Božského Spasitele, Ostrava, 8. 7 – 31. 8. 2022.
- Brána naděje. Památník národního písemnictví Rajhrad, 1. 4. – 1. 5. 2022.
- Charita Přerov Objektivem Jindřicha Štreita. Foyer kina Hvězda, Přerov, 20. 5. – 14. 6. 2022.
- Černá srdce – s Marií Zachovalovou. Benediktinský klášter Rajhrad, 28. 5. – 20. 6. 2022.
- Schovala jsem se za list. Jindřich Štreit společně s mentálně postiženými. Galerie Konvikt, Mikulov, 3. 5. – 31. 5. 2022.
- Portréty. Městské divadlo Bruntál, 30. 6. – 30. 9. 2022
- 30 let poté. Knihovna Bruntál, 30. 6. – 30. 9. 2022.
- Průmysl Bruntálu a jeho lidé.  Městský úřad Bruntál, 30. 6. – 30. 9. 2022
- Průmysl Bruntálu a jeho lidé. Střed města Bruntál, venkovní výstava. 30. 6. – 30. 9. 2022.
- Právo a my s fotografiemi Jindřicha Štreita. Slezská univerzita, fakulta veřejných politik. Červen 2022
- Právo a my s fotografiemi Jindřicha Štreita. UniPointu v OC Breda & Weinstein 7. 6. – 31. 7. 2022.
- Vesele i vážně. Evangelický kostel Horního sboru Vsetín, 10. 6. – 31. 12. 2022.
- Abnormalizace. Dolany u Olomouce, P.A.K.O. Fest, 4. 6. 2022.
- Ze tmy ke světlu. Horalka, Sněžné v Orlických horách, 23. – 31. 7. 2022.
- Industriál. Atrium Žižkov Praha, 8. 7. 2022.
- Ze tmy ke světlu. Velehrad, 4. – 6. 7. 2022
- Vietnam Stories. Kino Máj Litoměřice, 26. 8. – 15. 9. 2022.
- Být doma. Eagle Gallery Šumperk, 18. 8. - 20. 9. 2022.
- Lidé Přerova. Galerie města Přerov 5. 8. 2022.
- S láskou. OC Globus Olomouc, 29. 9. – 5. 10. 2022.
- Vietnam Stories. Kavárna Bazén Praha, 26. 9. – 13. 10. 2022
- Brána naděje. Emauzský klášter, Praha, 3. 6. - 31. 7. 2022.
- Jsme ze stejné planety. Park Velká Bystřice, 11. 6. – 13. 6. 2022.
- Nejlepší z tvorby. Slatinice 27. 8. – 20. 9. 2022
- Bohuňovické Matičky. Kulturní dům Bohuňovice, 17. 9. – 20. 9. 2022.
- Uncle Ferro, Riegrova 5, Olomouc, 8. 9. – 22. 9. 2022.
- Ze tmy do světla. Galeria na Tehelnej, Zvolen, Slovensko, 26. 10. – 1. 12. 2022.
- Dzieci wsi. Becek czyta, Bytomske centrum kultury, Bytom, Polsko, 13. 10. – 30. 1. 2023.
- Kde domov můj. Městské divadlo Nový Bor, 7. 10. – 30. 11. 2023.
- Vzpomínky. Galerie Alternativa Zlín, 15. 11. – 17. 12. 2022.
- Chyceni při činu. Václavské náměstí, Praha, 17. 11. – 25. 11. 2022
- Village People. FREELENS Gallery, Hamburk, Německo, 17. 11. 2022 – 12. 1. 2023.
- S láskou. Caritas VOŠ Olomouc, 8. 11. - 24. 12. 2022.
- Abnormalizacija. Centrum kultury w Lublinie, Polsko, 22. 10. - 5. 11. 2022
- Jsme ze stejné planety. Škodův palác pražského Magistrátu, Jungmannova ul, Praha, 1. – 30. 11. 2022.
- Výstava fotografií Jindřicha Štreita – Klíč otevírá. Galerie Šantovka, Olomouc, 24.11. – 11.12. 2022.

2023
- Být doma. Středočeská vědecká knihovna Kladno. 22.1 – 7.3. 2023
- Průmysl Bruntálu a jeho lidé. Senát Praha. 9. 1. – 31.1. 2023
- Fotografie JŠ. Galerie Zámku Konice. 10. 2. – 3. 3. 2023
- Harold Hauswald a Jindřich Štreit. Berlín. Buchkunst Berlin. 4. 3. -30. 4. 2023
- Francie Jindřicha Štreita. Atrium Konvikt Olomouc. 13. 3. – 23.3. 2023
- Charita Přerov objektivem Jindřicha Štreita. Senát Praha. 11. 4. – 24. 4. 2023
- Okamžiky každodenního života. Galerie Kateřiny Dostálové Olomouc. 4. 4. – 26. 5. 2023
- Ze tmy ke světlu. Q Galerie Uherský Brod. 14. 4. – 30. 5. 2023
- Slavnosti Matiček. Kulturní dům Bohuňovice. 8. 4. – 15.4. 2023
- Kde domov můj. Vzdělávací středisko, Olomouc. 3.5. – 30.5. 2023
- Jak šel čas. Muzeum Vysočiny Telč. 26. 5. – 9. 7. 2023
- Svět pohledem Jindřicha Štreita. Červený kostel, Olomouc. 17. 5. – 21. 7. 2023
- Od víry k naději. Sbor kněze Ambrože, Hradec Králové. 4. 5. – 31. 5. 2023
- Závislosti. Centrum duševní rehabilitace, Beroun. 20. 6. – 30.6. 2023
- Fotografie z knih. Šantovka Olomouc. 30. 6. – 20. 8. 2023
- Ruka v ruce. Šantovka Olomouc. 30. 6. – 20. 8. 2023
- Být doma. Šantovka Olomouc. 30.6. – 20. 8. 2023
- Francouzská kolekce. Šantovka Olomouc. 30. 6. – 20. 8. 2023
- Japonská kolekce. Šantovka Olomouc. 30. 6. – 20. 8. 2023
- Bohuňovické Matičky. Univerzitní náměstí, Chrám Sv. Michala, Olomouc. 24. 6. – 7. 7. 2023
- Abnormalizace. Univerzitní náměstí, Chrám Sv. Michala, Olomouc. 24.6. – 7. 7. 2023
- Ze tmy ke světlu. Husův sbor Nová Paka. 2. 6. – 2. 7. 2023
- Francie. Senza Art, Velké Losiny. 13. 6. – 18. 8. 2023
- Co je to domov. Přístav Šumperk. 6. 6. - 30. 6. 2023
- Bohuňovické Matičky. Výstavní areál, Velká Bystřice. 9. – 11. 6. 2023
- Jsme ze stejné planety. Výstavní areál, Velká Bystřice. 9. – 11. 6. 2023
- Ze tmy ke světlu II. Stojanovo gymnázium, Velehrad. 3. 7. – 5. 7. 2023
- Plakáty. Galerie Kontakt, Frenštát pod Radhoštěm. 1. 7. – 7. 7. 2023
- Vzpomínka na Francii. Mlýn, Staré Město pod Sněžníkem. 15. 7. – 30. 7. 2023
- Schovala jsem se za list. Pojízdná galerie, Tramvaj č. 1628, Brno. 1. 8. – 31.8. 2024
- Ze tmy ke světlu. Gymnázium Uničov. 7. 9. – 30. 10. 2023
- Francie. Gymnázium Uničov. 7. 9. -  30. 10. 2023
- Brána naděje. Kostel Sv. Jana Nepomuckého, Kutná Hora. 30. 10. – 15. 12. 2023
- Právo a My. Knihovna UP Olomouc. 1. 9. -  31. 10. 2023  Merkátor. Galerie Zdeňka Buriana Slatinice. 18. 10 – 18. 11. 2023
- Kde končí snaha. Galerie Auritus, Charita Tábor. 26.10. – 26. 11. 2023  ŠTREIT, Jindřich. Romské osady.
- Koncertní síň B. Martinů, Trutnov. 7. 11. – 12. 11. 2023
- Můj život s fotografií. Galerie Radnice, Slavičín. 15. 11. – 31. 12. 2023
- 30 let poté. Městské informační centrum, Slavičín. 15. 11. -  31. 12. 2023
- Být doma. Gymnázium Uničov. 4.12. – 31.12. 2023
- Kde domov můj. Gymnázium, Uničov. 4. 12. -  31. 12. 2023
- Poutní cesta ke světlu. Galerie Hostivice. 19. 9.  - 30. 10. 2023
- Zastavení. Galerie Pod Nebem, Hájek 10. 6. – 30. 6. 2023
- Lidé Přerova. Kavárna Továrna, Zlín. 5. 12. – 31. 12. 2023
- S láskou. Galerie Moritz, Olomouc. 1.11. – 30. 11. 2023
- Svět pohledem Jindřicha Štreita. Galerie Palackého univerzity, Olomouc. 11.10. 2023
- Každodenní život. Arcada, Ostrava. 29. 11. 2023 – 31. 12. 2023
- K smrti dobrý. Kulturní dům, Ostrava 10. – 12. 12. 2023

## Knihy a výstavní katalogy
Jindřich Štreit k roku 2023 vydal 98 knih, mnoho katalogů a ilustrací knih. Měl více než 1568 samostatných výstav v České republice i v zahraničí. Je zastoupen v nejvýznamnějších sbírkách v České republice i ve světě, bylo o něm natočeno několik filmů.
- Birgus, Vladimír. Jindřich Štreit: Fotografie. Bruntál, 1980.
- 14 regards sur le district de Saint-Quentin. 1992. ISBN 80-85491-27-3.
- Vesnice Je Svet / The Village Is a Global World / Das Dorf Ist Eine Globale Welt / Un village, c'est tout en monde. Arcadia, 1993. ISBN 80-901423-5-4.
- Der Hof: Vom Leben am Lande. ISBN 3-85252-067-3. With Manfred Chobot.
- Čiháková-Noshiro, Vlasta; Štreit, Jindřich. Japonsko-Lidé z Akagi. Opava, Rychnov n.Kn., 1996. ISBN 80-85879-48-4 (česky)
- Štreit, Jindřich; Dufek Antonín. Zabavené fotografie / The Confiscated Photographs. Brno: Moravian Gallery, 1999. ISBN 80-238-4236-6 (česky)(anglicky)
- Štreit, Jindřich; Cousin, Christophe; Wagner, Jean-Jacques. A coeur perdu / Touches of Heart / Doteky srdce. Belfort: Musée d'art et d'histoire de Belfort, 1999. ISBN 80-238-4544-6 (česky)(anglicky)(francouzsky)
- Štreit, Jindřich. Cesta ke svobodě / The Road Towards Freedom / Weg zur Freiheit. Bruntál: Okresní úřad, 2000. ISBN 80-238-4954-9 (česky)(anglicky)(německy)
- Štreit, Jindřich. Brána naděje / The Gate of Hope / La porte de l'espoir / Tor der Hoffnung. Olomouc: Arcibiskupství olomoucké, 2000. (česky)(anglicky)(francouzsky)(německy)
- Štreit, Jindřich; Wawrzacz, Jiří (text): Lidé Třineckých železáren / People of Třinec Steelworks / Die Menschen die Třinecer Hütte / Les gens de l'usine métallurgique de Třinec. Třinec: Třinecké železárny; Moravia Steel, 2000. (česky)(anglicky)(francouzsky)(německy)
- People of the Olomouc region / Lidé Olomouckého okresu. New York: Soho Photo; Czech Center New York, 2000. ISBN 80-900054-6-2. (česky)(anglicky)
- Štreit, Jindřich. Fotóhomok / Fotografie z kraje písku / Photographs from the Flatlands. Budapest: Budapest Galéria, 2000. ISBN 963-00-4339-4. (maďarsky)(česky)(anglicky)
- Jindřich Štreit ze Sovince, aneb, Kam (ne)vstoupila noha fotografova. Moravský Beroun: Moravská expedice, 2001. ISBN 80-86511-01-4. (česky)
- Mezi námi / Among Us. V Sovinci: Společnost přátel umění, 2001. ISBN 8023874535. (česky)
- Štreit, Jindřich; Sedláček, Martin (text). Daleko od domova. Brno: Nakladatelství Jaroslav Sedláček, 2002. ISBN 80-238-9393-9 (česky)
- Cesty života / Ways of life. Olomouc: Krajský úřad Olomouckého kraje, 2003. ISBN 80-239-1356-5. (česky)(anglicky)
- Spolu / Together. Olomouc: Občanské sdružení SPOLU, 2003. ISBN 80-239-0602-X. (česky)(anglicky)
- Jindřich Štreit – Tváře za zdí / Jindřich Štreit – Faces behind the wall / Yinderehe Shitecaide – Weicheng zhi nei. Sedliště ve Slezsku: Lašské muzeum a galerie; Prague: Čínský kulturní institut, 2003. ISBN 80-239-1330-1. (česky)(anglicky)(čínsky)
- Štreit, Jindřich; Kopřiva, J.; Perunová, K. (text). Tak blízko, tak daleko. Čečna a Ingušsko 2003 / So Close and Yet So Far. Chechnya and Ingushetia 2003 / So nah und doch so fern. Tschetschenien und Ingutschien 2003. Prague: Sdružení Česká katolická charita, 2004. ISBN 80-239-1950-4 (česky)(anglicky)(německy)
- Jindřich Štreit: Fotografie 1965–2005 / Jindřich Štreit: Photographs 1965–2005. Prague: Kant, 2006. ISBN 80-86970-05-1. (česky)(anglicky)
- Paměť času. Rýmařov: Městské muzeum v Rýmařově, 2006. ISBN 80-239-8204-4. (česky)
- Identita reality. V Bruntále: Muzeum v Bruntále, 2007. ISBN 80-87038-04-5. (česky)(anglicky)
- Ocelový svět / World of steel. Hranice: Dost, 2008. ISBN 80-902942-5-1. (česky)(anglicky)
- Vítkovice. Prague: Kant, 2008. ISBN 80-86970-82-5. (česky)
- Japonsko 1995 – Návraty. Hranice: Dost, 2008. ISBN 80-902942-5-1. (česky)(anglicky)
- Víra a odpuštění / Faith and forgiveness. Ostrava: Petarda, 2008. ISBN 80-87247-00-0. (česky)(anglicky)
- Europeans. Praha: Kant, 2009. ISBN 80-86970-89-2. (anglicky) Společně s Vladimírem Birgusem a Jindřichem Marco.
- ŠTREIT, Jindřich. Rozšířit řečiště hlavního vzdělávacího proudu, 15 ilustračních fotografií, texty Dušan Janák, Martin Stanoev, Slezská univerzita v Opavě, Fakulta veřejných politik, Opava 2015, česky, 147 stran, ISBN 978-80-7510-157-0.
- ŠTREIT. Jindřich. Romské Děti, rodina, výchova, vzdělání, 30 ilustračních fotografií, texty Nina Pavelčíková, Dušan Janák, Univerzita Karlova Praha, Právnická fakulta Praha 2015, česky 80 stran, ISBN 978-80-87975-37-4.
- ŠTREIT. Jindřich. Lágr Barbora, život Josefa Černohorského, 26 ilustračních fotografií, texty Barbora Baronová, Václav Hlaváček, vydavatel Publisher-wo-men 2015, česky, anglicky, 106 stran, ISBN 978-80-905239-4-4.
- Katalog ŠTREIT. Jindřich, Kde je můj dům, 11 fotografií, text Jiří Siostrzonek, vydal Festival fotografie Sofie, bulharsky, 26 stran, 2015.
- Katalog ŠTREIT. Jindřich, Tak blízko, tak daleko, 16 fotografií, text Kuba Kožial, vydal Prudnicki osrodek kultury, polsky 16 stran, 2015.
- Neznámé fotografie 1978–1989, Foto Jindřich Štreit, text Štěpánka Bieleszová, Vladimír Birgus, Lubo Stacho, Gina Renotiére, Ladislav Daněk, Muzeum umění Olomouc, ISBN 978-80-88103-07-3, ISBN 978-80-7336-832-6, 2016.
- Prozřetelnost Boží, Foto Jindřich Štreit, Vladimír Meletský, text David Pindur, Petr Okapal, Jiří Siostrzonek, vyd. Římskokatolická farnost Šenov u Ostravy, Grafická úprava Dagmar Hlubučková, ISBN 978-80-270-0295-5, 2016.
- Kde domov můj, Foto Jindřich Štreit, text Jiří Siostrzonek, Bára Baronová, vyd. nakladatelství wo-men, Grafická úprava Jakub Wdowka, ISBN 978-80-905239-5-1, 2016.
- Katalog Domov bez domova, text Jiří Siostrzonek, foto J. Štreit, 2016.
- Katalog V prostoru humanity, texty Petr Kovář, Julie Weisová, Daniel Motyčka, foto J. Štreit, 2016.
- ŠTREIT, Jindřich. Kde domov můj: Where is my home. Praha: Charita Česká republika, 2017. ISBN 978-80-270-0995-4.
- ŠTREIT, Jindřich. Ruku v ruce: touha je zázrak. Brno: Ruka pro život, 2017. ISBN 978-80-270-1149-0.
- ŠTREIT, Jindřich a Hana DVOŘÁKOVÁ. Venuše: fotografie Jindřicha Štreita. Brno: Moravské zemské muzeum, 2017. ISBN 978-80-7028-481-0.
- ŠTREIT, Jindřich. Ohlédnutí. Velvyslanectví České republiky v Řecku, Iannina. 2017.
- KOVÁŘ, Petr, WEISSOVÁ, Julie, MOTYČKA, Daniel a ŠTREIT, Jindřich (fotografie): V prostoru humanity. Tábor: Galerie Auritus. 2017.
- ŠTREIT, Jindřich: A život jde dál. NPÚ územní památková správa v Hradci nad Moravicí. 2017.
- MICHALOVIČ, Peter (text) a ŠTREIT, Jindřich (fotografie): Omnes in magno mundo. Bratislava: Roman Fecik Gallery, 2017.
- ŠTREIT, Jindřich. Kde domov můj, katalog z Pardubic FONS, 2017.
- ŠTREIT, Jindřich. Vzájemnosti, Mutualities, Olomouc: Charita Česká republika, 2018. ISBN 978-80-905260-4-4.
- ŠTREIT, Jindřich. Ze tmy ke světlu, From Darkness to Light, Praha, Vězeňská duchovní péče, 2018. ISBN 978-80-270-4203-6.
- ŠTREIT, Jindřich. Světlo víry a naděje, Praha, Galerie kritiků 2018. Soubor deseti pohlednic s textem dr. Vlasty Čihákové.

## Filmy
O Jindřichu Štreitovi bylo natočeno několik filmů. Jan Špáta: Mezi světlem a tmou 2000, Aleš Koudela: Jindra ze Sovince, 2006, Libuše Rudinská: Na tělo, 2018. V roce 2019 Kamil Zajíček se Štěpánkou Bieleszovou natočili film o Štreitových aktivitách v Sovinci. Film získal 1. cenu v ČR a 3. cenu na světovém festivalu v Šanghaji.
- 2000: Jan Špáta: Mezi světlem a tmou.
- 2006: Aleš Koudela: Jindra ze Sovince.
- 2018: Libuše Rudinská, Na tělo, celovečerní film, 118 minut.
- 2019: Kamil Zajíček, Štěpánka Bieleszová, film o Štreitových aktivitách v Sovinci.
- 2023: Karel Gamba, Kamil Zajíček, absolventský film Jindra, muž bez fotoaparátu. Krátkometrážní dokument o jiném pohledu na osobnost Jindřicha Štreita.

## Zastoupení ve sbírkách
- Národní galerie v Praze – Sbírka moderního a současného umění, Praha
- Uměleckoprůmyslové museum v Praze, Praha
- Nadace pro současné umění, Praha
- Státní ústřední archiv v Praze – Sbírka Svazu českých fotografů v Praze, Praha
- Památník národního písemnictví v Praze (plakáty), Praha
- Sbírka Karlovy univerzity v Praze, Praha
- Vysoká škola veřejné správy a mezilidských vztahů, Praha
- Sbírka pražského domu fotografie, Praha
- Sbírka benediktinského kláštera v Břevnově
- Nadace Jana a Medy Mládkových, Praha
- Galerie Zdeněk Sklenář, Praha
- Národní muzeum fotografie o.p.s. v Jindřichově Hradci, Jindřichův Hradec
- Muzeum umění a designu Benešov
- Chebské muzeum v Chebu, Cheb
- Sbírka Galerie 4, Cheb
- Muzeum a Pojizerská galerie v Semilech, Semily
- Galerie výtvarného umění v Náchodě, Náchod
- Moravská galerie v Brně, Brno
- Moravské zemské muzeum v Brně, Brno
- Muzeum romské kultury, Brno
- Městské muzeum a galerie ve Svitavách, Svitavy
- Muzeum Mohelnice, Mohelnice
- Nadace Respekt a tolerance, Mohelnice
- Galerie umělecké fotografie, Moravská Třebová
- Muzeum umění Olomouc, Olomouc
- Vlastivědné muzeum v Olomouci, Olomouc
- Státní okresní archiv Olomouc
- Galerie výtvarného umění v Ostravě, Ostrava
- Výtvarné centrum Chagall, Ostrava
- Slezské zemské muzeum v Opavě, Opava
- Muzeum Beskyd ve Frýdku-Místku, Frýdek-Místek
- Městské muzeum v Rýmařově, Rýmařov
- Muzeum v Bruntále, Bruntál
- Gymnázium v Krnově, Krnov
- Městské a obecní úřady: Šternberk, Uničov, Litovel, Paseka, Újezd, Pňovice, Medlov, Mladeč, Horní Loděnice, Dolany

### Zastoupení v zahraničních veřejných sbírkách
- Slovenská národní galerie, Bratislava, Slovensko
- Vysoká škola výtvarných umění v Bratislavě, Bratislava, Slovensko
- Považská galerie umění, Žilina, Slovensko
- Galéria F, Banská Bystrica, Slovensko
- Fotogaléria Nova, Košice, Slovensko
- Muzeum Sztuki, Łódz, Polsko
- Galeria pf – zamek, Poznań, Polsko
- Magyar Fotográfiai Múzeum, Kecszemét, Maďarsko
- Foto Galerije, Novi Sad, Srbsko
- Niederösterreichisches Landesmuseum, Vídeň, Rakousko
- Tiroler Ladesmuseum Ferndinandeum – Sammlung Fotokunst, Innsbruck, Rakousko
- Galerie der Stadt Esslingen am Neckar, Německo
- Museum Ludwig, Köln am Rhein, Německo
- Städtische Galerie Wertingen,, Wertingen, Německo
- Galerie Kreisauschuss des Wetteraukreises, Friedberg / H., Německo
- Side Gallery, Newcastle upon Tyne, Velká Británie
- Victoria and Albert Museum, Londýn, Velká Británie
- Musée de l´Elysée, Lausanne, Švýcarsko
- Francouzská národní knihovna, Paříž, Francie
- Musée Nicéphore-Niépce, Chalon-sur-Saône, Francie
- District Saint-Quentin, Francie
- L´imagerie, Lannion, Francie
- Galerie Lelieu, Lorient, Francie
- Ville, Lorient, Francie
- Le château d'eau, pôle photographique de Toulouse, Francie
- MJS Wittelsheim, Francie
- Musée du Chateau Montbéliard, Francie
- Musée d´art et d´historie Belfort, Francie
- Ecomusée d´Alsace Ungersheim, Francie
- Gemeentehius Veenendaal, Nizozemsko
- Union of Lithuanian Art Photography, Vilnius, Litva
- Národní galerie ve Washingtonu, Washington, USA
- International Center of Photography, New York, USA
- Muzeum moderního umění, New York, USA
- Muzeum umění Houston, Houston, USA
- Gernsheim Collection, The University of Texas, Austin, USA
- Harvard University Museum of Art, Cambridge, USA
- Stanford University Museum of Art, Stanford, USA
- The Anne and Jacques Baruch Collection Ltd., Chicago, USA
- The Art Institute of Chicago, Chicago, USA
- Portland Art Museum, Portland, USA
- Fine Nindeenth and Twentieth Century Photography Seatttle, Seatttle, USA
- Tokijské muzeum fotografie, Tokio, Japonsko